# Вечер поэзии в Политехническом музее

Михаил Светлов, Андрей Вознесенский, Белла Ахмадулина, Евгений Евтушенко на «Вечере поэзии», 1962 год

Ве́чер поэ́зии в Политехни́ческом музе́е — эпизод второй серии кинофильма режиссёра Марлена Хуциева «Застава Ильича» и кульминационный момент всего фильма, организованный специально для съёмок этой кинокартины. Совместное мероприятие поэтов-шестидесятников и кинематографистов было проведено в рамках создания документальной хроники для художественного фильма о жизни и духовных исканиях советской молодёжи. Оно включало в себя творческие вечера Евгения Евтушенко, Андрея Вознесенского, Роберта Рождественского, Риммы Казаковой, Беллы Ахмадулиной, Булата Окуджавы, Бориса Слуцкого, Михаила Светлова, Григория Поженяна, Евгения Винокурова и Сергея Поликарпова, состоявшиеся в августе и сентябре 1962 года в Политехническом музее Москвы. Современники называли эти вечера «поэтическим фестивалем» или «поэтическим соревнованием», они стали единственным поэтическим мероприятием эпохи хрущёвской оттепели, зафиксированным на киноплёнке как реальное событие.
Несмотря на содействие министра культуры СССР Е. А. Фурцевой, фильм вышел с опозданием на два года, в 1965 году, в урезанном цензурой варианте под названием «Мне двадцать лет». Сцена с вечером поэзии была существенно сокращена и изменена. Полный вариант фильма зрители увидели в 1988 году. Фонограмма с выступлениями поэтов хранится в Российском государственном архиве фонодокументов. Режиссёр фильма не участвовал существенным образом в составлении программы вечеров, поэты сами выбирали необходимые для чтения стихи, или они их декламировали по просьбе зрителей. Эпизод с поэтами занимает в фильме двадцать минут, сами вечера шли пять дней, каждый вечер длился несколько часов. В фильме показана лишь незначительная часть из того, что происходило на сцене, осталось за кадром чтение многих стихотворений, не все читающие поэты представлены кинозрителю, поскольку окончательный монтаж картины режиссёр делал с оглядкой на цензуру и учитывал кинематографическую целесообразность игрового кино.
По жанру эпизод с поэтами представляет собой творческий эксперимент: игровое и документальное кино одновременно. Как культурное и общественное событие осени 1962 года вечера поэзии в Политехническом музее явились наивысшим расцветом хрущёвской оттепели, завершающей стадией стихийного общественного подъёма после XXII съезда КПСС, одним из символов шестидесятых годов, сыгравших значительную роль в дальнейшей истории и культуре СССР. Андрей Вознесенский посвятил событию стихотворение «Прощание с Политехническим».

## Сюжет

Сценарист слева и режиссёр справа во время работы над фильмом «Застава Ильича». 1964 год

По замыслу авторов фильма, режиссёра Марлена Хуциева и сценариста Геннадия Шпаликова, герои фильма попадают на мероприятия, немыслимые до хрущёвской оттепели: первая после полёта Юрия Гагарина первомайская демонстрация, выставка картин современных художников в Музее изобразительных искусств, вечеринка «золотой молодёжи» и так далее. Поэтический вечер в Политехническом музее — одна из таких ключевых сцен. Герои фильма — Сергей Журавлёв, обычный парень из небогатой рабочей семьи (актёр Валентин Попов), и его девушка Аня, дочь обеспеченного чиновника (актриса Марианна Вертинская), — оказываются в переполненной молодёжью аудитории Политехнического музея, Аня успела занять места для двоих, но Сергей лишь с огромным трудом протискивается к ней. Все проходы забиты любопытными посетителями, на лицах зрителей поэтического вечера — неподдельное ликование.
Поэтов ещё не видно в кадре, но заглушаемый оживлённым гомоном голос Андрея Вознесенского бодро произносит задающие поэтический такт последующей сцене строки: «Как высший суд мой коммунистический живёт товарищ Политехнический». Затем он читает за кадром строчки из стихотворения «Прощание с Политехническим». Далее на сцене зала, украшенной строчкой из стихотворения Владимира Маяковского «МЮД» «Коммунизм — это молодость мира, и его возводить молодым» и эмблемой советского спутника на фоне книг, символизирующих союз физиков и лириков, появляются поэты. Они сидят в глубине сцены, к ним из зала то и дело поступают записки, а иногда и целые книги для получения авторского инскрипта, иногда это книги, не имеющие никакого отношения к советской поэзии. Оператор крупным планом показывает поэта, надписывающего автограф на худлитовском издании 1957 года римских сатир Ювенала, Горация, Петрония, Сенеки и других. Вместе с поэтами на сцене, между Григорием Поженяном и Булатом Окуджавой, находится ведущий поэтического вечера. Чтение стихотворений сопровождают бурные овации. Среди массы молодёжи камера выхватывает несколько лиц людей старшего поколения, лицо темнокожего ценителя советской поэзии. В зале установлена киноаппаратура, сцену освещает свет софитов, тут же ведётся киносъёмка.
Первым зрителю показывают Евгения Евтушенко, он одет в распахнутый пиджак, под ним по моде московских стиляг видна яркая рубашка в гавайском стиле. Поэт декламирует нараспев стихотворение «Москва-Товарная». За ним на сцене появляется Андрей Вознесенский со стихотворением «Пожар в Архитектурном», он в костюме с галстуком, заправленным за пуловер. Вознесенского сменила Римма Казакова с фрагментом стихотворения «Мы молоды». Роберт Рождественский, одетый в демократичный лыжный свитер с выпущенным воротником, подчёркивавший неформальную обстановку для общения поэтов, прочитал стихотворение «Оптимисты». Затем у микрофона вновь встал Евгений Евтушенко и представил фрагмент стихотворения «Студенческая столовая». Михаил Светлов прочитал слушателям стихотворение «Советские старики». Вслед за ним на сцену вновь вышел Роберт Рождественский, он прочитал стихотворение «Винтики». Белла Ахмадулина вышла к микрофону со стихотворением «Дуэль» («И снова, как огни мартенов…»). Фрагмент поэмы «Вперёдсмотрящий» прочитал залу Григорий Поженян. Борис Слуцкий выступил с воспоминаниями о поэтах-фронтовиках Михаиле Кульчицком и Павле Когане.
Булат Окуджава под гитарный аккомпанемент исполнил песню «Сентиментальный марш». В конце песни к исполнителю присоединились зрители и пели песню всем залом. В кадре видно, как к поющим присоединился один из операторов фильма Марлена Хуциева с ручной кинокамерой в руках. На поэтическом вечере выступали не только поэты, но и рядовые зрители. Зрительница из Воронежа рассказала о своём увлечении поэзией Евтушенко и Вознесенского и о статье Николая Асеева в «Литературной газете» «Как быть с Вознесенским?». Это была Людмила Дербина, самодеятельная поэтесса, позднее ставшая виновницей гибели поэта Николая Рубцова (на одном из поэтических вечеров присутствовал и сам Николай Рубцов — вместе с Русланом Киреевым). Затем от зрителей выступили молодой геолог и «представитель вооружённых сил». Если первый с похвалой отозвался о творчестве Вознесенского, сдержанно похвалив при этом стихи Булата Окуджавы, то поклонник поэзии Маяковского в погонах отметил у поэтов «какую-то мрачность тона». Прения кончились, и закадровый голос Андрея Вознесенского вновь обратился к зрителям фильма строчками стихотворения «Прощание с Политехническим». Время действия фильма и время эпизода в Политехническом музее совпадают — 1962 год.

## История эпизода
К августу 1962 года съёмки фильма были в целом завершены, и тогда картина была показана министру культуры СССР Е. А. Фурцевой. Фильм произвёл на неё весьма благоприятное впечатление, но она заметила при этом, что если в первой серии картины безусловной кульминацией является сцена первомайской демонстрации, то во второй такая кульминация отсутствует. Марлен Хуциев согласился с ней и предложил развить мотив увлечения молодых людей поэзией, который в фильме был и до этого, а в качестве такой кульминации использовать документальную съёмку вечера поэтов. Согласие министра культуры было получено, она выделила дополнительные средства для работы над эпизодом, который в раннем варианте предполагалось использовать лишь эскизно. Лев Шилов предполагал, что даже тогда, когда режиссёр отошёл от первоначального сценария с поэтами, он рассчитывал дробить их чтение и перемежать его репликами действующих лиц, однако, увидев весь отснятый материал, Марлен Хуциев оценил его самостоятельную документальную ценность и включил в фильм по возможности полно.
В августе — сентябре 1962 года режиссёр осуществил съёмку сцены в Политехническом музее, а Е. А. Фурцева, заинтересованная в съёмках эпизода с поэтами, дала согласие на увеличение продолжительности фильма до двух серий. В дальнейшем, несмотря на то, что её благосклонное мнение о картине расходилось с позицией ЦК КПСС по этому вопросу, она по-прежнему придерживалась своей точки зрения о фильме, без её участия эпизод с поэтами бы никогда не состоялся. Режиссёр стремился к исключительной достоверности: «молодые должны сами рассказать о себе», и сцена с поэтами составляет в фильме «Застава Ильича» центр всеобщего притяжения, несмотря на то что двухсерийный фильм и без того насыщен яркими и запоминающимися сценами.

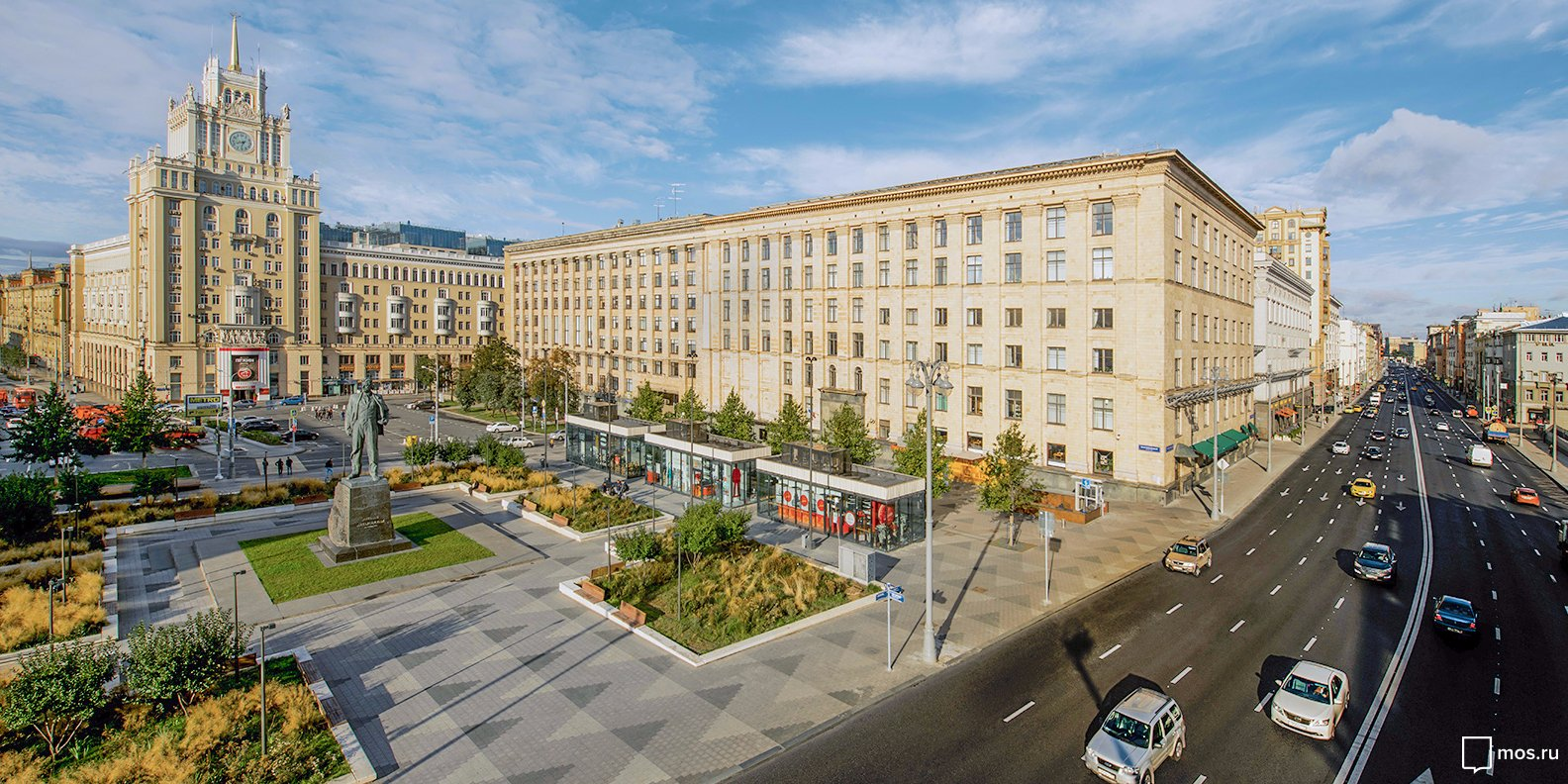
Триумфальная площадь, бывшая площадь Маяковского

Историк А. В. Шубин считал, что вечера поэзии в Политехническом по сути явились легальным продолжением нелегальных собраний общественности Москвы на площади Маяковского. Летом 1958 года здесь был установлен памятник Владимиру Маяковскому работы скульптора Александра Кибальникова, после его установки вблизи памятника началось стихийное чтение произведений пролетарского поэта. Позднее к любителям поэзии Маяковского присоединились самодеятельные поэты, они декламировали перед собравшимися свои стихи. В 1958 году такие чтения происходили нерегламентированно, однако контролирующие органы не запрещали собрания до тех пор, пока к выступающим поэтам не примкнули диссиденты. В 1960 году звучащие стихи стали более злободневными, а их обсуждение стало скатываться к политическим дебатам, и тогда начались первые задержания сотрудниками КГБ наиболее радикальных ораторов. 14 апреля 1961 года, в день смерти В. В. Маяковского и два дня спустя после первого полёта Ю. А. Гагарина, произошли столкновения комсомольских дружинников с диссидентами-радикалами, в толпе было немало нетрезвых граждан. Инцидент повторился 9 октября 1961 года, и тогда стихийные собрания на площади Маяковского были прекращены.
Вечер поэзии в Политехническом музее, запечатлённый в фильме, организовали специально для съёмок «Заставы Ильича». Для этого пришлось договариваться с поэтами, с залом. Для зала потребовалась массовка, и тогда студентам объявили, что состоится настоящий вечер поэтов, что стало подлинной сенсацией. Было организовано бесплатное распространение билетов, занимался этим МГК ВЛКСМ, однако любители новой поэзии без билетов надеялись проникнуть в зал с улицы. Евгений Евтушенко через три месяца с партийной трибуны докладывал о том, что со съёмками фильма вышел казус: зал был полупустой, а с улицы в Политехнический не впускали многотысячную толпу желающих. Вместо любителей поэзии ожидалось прибытие делегации каких-то молодых рабочих, которые так и не приехали.
Однако в другом месте Евтушенко пересказывал этот эпизод по-другому. Причиной инцидента было то, что Булат Окуджава, творчество которого вызывало насторожённое отношение у идеологических работников, при появлении на сцене был встречен бурными овациями. Устроители вечера посчитали эти овации неуместными и на следующий день решили сменить случайную публику на квалифицированную рабочую молодёжь, которая будет в состоянии оценить «сомнительный» репертуар Булата Шалвовича. Выступление поэтов задержали на час, но в конце концов привезли в зал рабочих-строителей прямо в спецодежде, и те вместо обструкции устроили Окуджаве ещё более шумные овации, нежели накануне.
Американская журналистка Патрисия Блейк подтверждала, что людям без билета практически невозможно было проникнуть внутрь зала. Она стала свидетельницей того, как перед входом в Политехнический музей толпились сотни студентов, требовавших, чтобы их пропустили в зал. Свободные места, судя по всему, всё ещё оставались, поскольку несколько людей, имевших официальный вид, прошли внутрь беспрепятственно. В толпе молодых людей была одна симпатичная девятнадцатилетняя американская студентка, изучавшая русский язык в Университете Индианы. Далее Блейк пишет, что «такая очаровательная девушка могла бы очаровать полицейских в любой точке мира, хоть в Тиране, хоть в Пекине», здесь же, столкнувшись с баррикадой двадцатилетних парней-дружинников с красными повязками на рукавах и непреклонными лицами, она была бессильна. И тогда русские студенты пришли ей на выручку, они подняли её над толпой, и она стала увещевать дружинников сверху, взывая к их комсомольской совести. Однако все её попытки оказались тщетными, и после своей неудачи она расплакалась: «Я приехала сюда из самого Блумингтона только ради того, чтобы послушать Евтушенко!»
Любителей поэзии, желавших принять участие в эпохальных киносъёмках, оказалось такое количество, что в последующие дни московские власти были вынуждены направить к Политехническому музею отряд конной милиции. Наученные недавним опытом неуправляемых собраний на площади Маяковского, организаторы на этот раз решили проявить бдительность, и когда им предлагали заполнить недостающую массовку людьми с улицы, ответственные комсомольские чиновники возражали: «Неизвестно, что это за люди». В результате одно из поэтических чтений произошло в незаполненном зале, но в фильме этого не видно, кинематографисты снимали поэтов на сцене. С той же партийной трибуны Василий Аксёнов докладывал о потрясающем впечатлении от эпизода фильма с поэтами, произведённом им за рубежом, по его словам, сцена с поэтами изображала напряжённую духовную жизнь страны. Поскольку отсылка к зарубежным оценкам была сомнительным аргументом, будущий диссидент обратился к партийному руководству с пафосной коммунистической риторикой:

Любые попытки представить нашу литературу, как литературу нивелированную, догматическую должны разбиваться о факты. Любые попытки представить нашу литературу, как литературу ревизионистскую, тоже должны разбиваться о факты… Наше единство в нашей марксистской философии, в нашем историческом оптимизме, в нашей верности идеям XX и XXII съездов. Напрасны попытки некоторых недобросовестных критиков представить нас как нигилистов и стиляг… Я благодарен партии и Никите Сергеевичу Хрущёву за то, что я могу с ним разговаривать, за то, что я могу с ним советоваться. Мы хотим говорить с отцами, и спорить с ними, и соглашаться в разных вопросах, но мы хотим также сказать о том, чтобы отцы не думали, что у нас в карманах камни, а знали, что у нас чистые руки. (Аплодисменты.)— А. В. Шубин, «Диссиденты, неформалы и свобода в СССР»
Выбор вечера поэтов в качестве кульминационной сцены для второй серии фильма во многом не случаен. Марлен Хуциев сам был на поэтических вечерах Евгения Евтушенко и Беллы Ахмадулиной, ему были близки песни Булата Окуджавы — тбилисского земляка режиссёра фильма. В свою очередь, Окуджава был лично знаком с Марленом Хуциевым, Геннадием Шпаликовым и Феликсом Миронером. Поэт позднее посвятил Марлену Хуциеву строки:
И потом, без лишнего слова,
дней последних не торопя,
мы откроем нашу родину снова,
но уже для самих себя…
Когда эпизод с поэтами в Политехническом музее был снят, маститые кинематографисты и поэты покинули зал музея, на музейной площадке Политехнического по-прежнему продолжались литературные чтения и обсуждения.

## Сценарий и его воплощение
Первоначально для съёмок фильма «Застава Ильича» Марлен Хуциев пригласил сценариста Феликса Миронера, но, недовольный результатом его работы, вскоре нашёл другого соавтора сценария — Геннадия Шпаликова. Шпаликов в 1960 году был студентом пятого курса сценарного факультета ВГИК, кроме сценариев, он писал стихи и тексты песен. Журнал «Искусство кино» опубликовал сценарий фильма под названием «Мне двадцать лет» в июле 1961 года, когда съёмки фильма уже шли полным ходом. Эпизод с поэтами в фильме — не единственный, где звучат стихи, строчки из стихов поэтов прославленных и малоизвестных исполняются на протяжении всего фильма. Таким образом, Марлен Хуциев добился нужного эффекта для своего сценария. Как заметил Лев Аннинский, «молодое сознание несёт в себе поэзию и гармонию, оно оптимистично и доброжелательно, оно спокойно и уверено в будущем».
Влюблённые Сергей Журавлёв и Аня вместе читают фрагменты из «Евгения Онегина». В мечтах об Ане и наедине с самим собой главный герой фильма вспоминает стихи В. В. Маяковского «Неоконченное». В его комнате наряду со скульптурой В. И. Ленина и фотографией погибшего на фронте отца есть и изображение пролетарского поэта работы Юрия Могилевского. Любит стихи и друг Сергея Журавлёва — Николай Фокин (актёр Николай Губенко). В фильме мы слышим, как он читает строчки Пушкина «Осень» (Отрывок) и Маяковского «Разговор с товарищем Лениным». Коля Фокин и сам пишет стихи, в этом он признаётся кондуктору трамвая Кате Ермаковой (актриса Людмила Селянская), рассказывая, что как-то написал в стенгазету стихотворение, посвящённое Полю Робсону. На самом деле молодой человек скромничает, у него вышел целый поэтический сборник. Однажды Николай спросил у продавца книжного прилавка книгу Фокина, и тот нашёл ему брошюрку Н. Фокина под названием «Пробуждение» (в фильме «Мне двадцать лет» сцена выглядит иначе: продавец находит Николаю книгу Ольги Фокиной «Стихи»). Лев Аннинский также сообщает, что студенты на трамвайной площадке поют авторскую песню Александра Городницкого.
Далеко не всё, что было в первоначальном сценарии, нашло своё отражение в фильме. В сценарии отсутствовали стихи Пушкина и Маяковского, зато пафосное стихотворение о Поле Робсоне там звучало:
Его не взяли на испуг,
Приехал наконец
Далёкий чернокожий друг,
Гигант, певец, борец!
В тон ему и самодеятельное стихотворение Кати Ермаковой.
Сцена поэтического вечера в совместном сценарии Марлена Хуциева и Геннадия Шпаликова присутствовала с самого начала, хотя и не в таком масштабном виде, как это представлено в авторском варианте фильма «Застава Ильича». Уже в сценарии был задуман поэтический фурор: выступление Евгения Евтушенко, Роберта Рождественского и других поэтов. Сергей заходит в зал, он ищет свободное место. Его окликает сестра Вера (актриса Светлана Старикова), но у неё нет для брата свободного места. Сергей продолжает искать глазами свободное место и в другом конце зала находит Аню, которая тоже ждёт его и бережёт для него место рядом с собой. Сергей с трудом протискивается к ней. Далее по сценарию следовало чтение стихов. В первоначальном замысле оно прерывалось репликами героев фильма: Веру спрашивают, кто из поэтов есть Евтушенко. Она рассеянно отвечает, но из её объяснений соседям ничего не удаётся понять: кто на сцене Евтушенко, а кто — поэт Орлов с бородой и из Ленинграда.
Ведущий поэтического вечера Виктор, а именно к нему приковано внимание сестры Сергея — Веры, объявляет очередного поэта и оглашает записки. Одна из них вызывает всеобщее оживление в зале, так как её автор интересуется, кто важнее: физики или лирики? В зале возникает перепалка, а Аня в этот момент пытается понять причину плохого настроения Сергея. Он нехотя рассказывает, как только что поссорился с Николаем Фокиным, его лучшим другом. Аня очень неловко успокаивает Сергея тем, что друзей с течением времени следует менять, а иначе товарищи превращаются в собутыльников, чем приводит Сергея в ещё более подавленное состояние. Взаимное выяснение отношений главных героев в зале чередуется с событиями на сцене: с чтением стихов и репликами зрителей. Ведущий вечера огласил просьбу одного из слушателей прочитать со сцены стихи поэтов, погибших на фронте, он обратился с этим к Борису Слуцкому. Слуцкий в ответ читает стихотворение Павла Когана «Лирическое отступление» («Есть в наших днях такая точность, // Что мальчики иных веков…»).
После зрительской полемики следует чтение Евгением Евтушенко стихотворения «Студенческая столовая». Во время этого чтения Аня осознаёт свою вину, и далее следует сцена примирения её и Сергея. Вечер заканчивается, и все спускаются по лестнице. Сергей встречается с сестрой Верой, знакомит её с Аней. Вера демонстрирует холодность, а Аня — приветливость. Далее Вера уходит с Виктором. Впоследствии режиссёр убрал всю линию Веры и Виктора в этом эпизоде, её не будет ни в фильме «Застава Ильича», ни в фильме «Мне двадцать лет». Остались лишь Аня и Сергей, в фильме «Застава Ильича» в сцене с поэтами их изображение сведено к минимуму. Общение главных героев показано скупыми средствами немого кино: жестами, выразительными взглядами, мимикой. В фильме «Мне двадцать лет» режиссёр изобразил отношения героев такими, какими они были в сценарии, дополнив их диалог реакцией соседей: Аню и Сергея призывают соблюдать тишину и не мешать слушать стихи. Диалоги актёров чередуются с чтением стихов и выступлениями зрителей, более того, они перекликаются. Так, Аня примирительно говорит Сергею: «У меня никого нет, кроме тебя. […] Вот сейчас все о чём-то спорят, разговаривают, кричат, а потом разойдутся — и все по одному… Мне никто больше не нужен. Ты это понимаешь?»
«Мне двадцать лет», 1961
В зале было шумно, зал аплодировал, кричал: на сцене выступали поэты: Евтушенко, Рождественский и другие.

Они сидели на стульях в глубине сцены и по очереди выходили к микрофону. Никакой трибуны на сцене не было, и поэты, открытые всему залу, стоя читали свои стихи. Сбоку за маленьким столом сидел светловолосый, взволнованный председатель, он весь вечер получал записки, объявлял поэтов.

[…]

Поэты читали стихи: о любви, о жизни, о далёких планетах, о своих товарищах и о себе. На них внимательно смотрели, их слушали.
Расстановка основных поэтических сил предполагается уже в сценарии 1961 года: на сцене выступают ведущие советские поэты. Евтушенко читает самые острые свои стихи, только фрагменты стихотворения «Студенческая столовая» в фильме не те, что в сценарии; Слуцкому по сценарию предстоит читать не свои стихи, а стихи Павла Когана. Уже в сценарии отводится весомое место зрительской полемике, важной для понимания фильма в целом. Острые споры в обществе вокруг поэзии шестидесятников были одной из ярких примет времени. Один из молодых зрителей срывающимся голосом говорил залу о том, что поэты не должны так много писать о себе, не надо слишком много собой любоваться: «Мне лично не интересно знать, что Евтушенко любит кататься на велосипеде или есть шашлык!» Эта броская фраза из сценария привлекла внимание кинокритика Льва Аннинского, но в фильме Марлена Хуциева её нет.
Далее молодой человек продолжал говорить со сцены о том, что нужны стихи «про нашу жизнь»: «Помогите нам всем разобраться в жизни. Мне вот лично многое не ясно, и ничего смешного в этом нет». Эта мысль очень близка «сомневающимся» героям фильма: Сергею Журавлёву и Славе Костикову (его роль исполняет Станислав Любшин). Молодого оратора сменил другой, крупный, самоуверенный, очевидно, недавно демобилизованный. Он честно признался, что не понимает стихов, но в то же время его подкупили фронтовые стихи — видимо, Павла Когана, прочитанные Борисом Слуцким. Далее демобилизованный военный направил свой полемический запал на присутствующих в глубине сцены поэтов младшего поколения: «И вот эти ребята, пацаны, пишут перед смертью такие стихи. Может, они не такие великие и складные, как у них, — парень обернулся к сидящим на стульях поэтам. — Вы не обижайтесь, ребята: но я не знаю, смогли бы вы, если надо, написать, как они. Я считаю, что нет. Спокойно живёте, ребята!»
После этих слов с новой силой вспыхивает полемика. На сцене появляется юная взволнованная девушка, от неумения публично говорить она запиналась и много жестикулировала. Постепенно она взяла себя в руки и обратилась к предыдущему оратору с возмущённой речью в защиту молодых поэтов. Она не согласна с тем, что послевоенное поколение молодых людей живёт спокойной жизнью. Девушка привела в пример строителей Братской ГЭС и Юрия Гагарина. Зал приветствовал её восторженными аплодисментами. Три типа выступающих молодых людей относительно точно изображены позднее режиссёром в картине «Застава Ильича» с той разницей, что содержание их полемических выступлений в ходе съёмок в Политехническом музее было невозможно предугадать заранее. В частности, в ленте «Застава Ильича» военный, ссылаясь на авторитет Владимира Маяковского, произносит фразу, адресованную неназванным врагам: «Кто не захочет протягивать руки, заставим протягивать ноги». В урезанном варианте эпизода с поэтами в фильме «Мне двадцать лет» зрительские баталии полностью отсутствуют. В сценарии не называется конкретная аудитория, где проходит встреча поэтов, но это академическая аудитория, и Сергей является студентом того института, где организована встреча с поэтами. Автор послесловия к сценарию Марлена Хуциева и Геннадия Шпаликова Юрий Ханютин резюмировал: «Быт и поэзия слиты в этом сценарии».

## За кадром эпизода

Совместный с Хуциевым сценарий Шпаликов опубликовал в июле 1961 года, когда окончил ВГИК. «Искусство кино», 1961, № 7

Патрисия Блейк писала, что на августовском вечере в Политехническом музее большая аудитория была переполнена, присутствовало около 700 человек. Вечер начался в семнадцать часов и закончился ближе к полуночи. Разумеется, мероприятие шло с перерывами. Публика была представлена главным образом студентами МГУ и других высших учебных заведений столицы. Многие любители поэзии были со сборниками стихов и при их исполнении со сцены следили за текстом по книге, как поступают некоторые любители музыки на концертах. На сцене были Евгений Евтушенко, Андрей Вознесенский, Булат Окуджава и Сергей Поликарпов.
Хрупкая, беззащитная, несколько угловатая фигура Вознесенского с подвижным кадыком стояла перед микрофоном, широко расставив ноги, принимая аплодисменты и крики одобрения из зала, как если бы они были ударами. Он читал около часа стихотворение за стихотворением сильным, хорошо поставленным голосом. Его угловатость исчезла, зато теперь его волнение передалось залу, и теперь уже его слушатели казались напряжёнными, им приходилось преодолевать себя, чтобы воспринять поток языка нового, неслыханного доселе в России. Как писала Патрисия Блейк, здесь выступал «первый поэт современной России» (англ. Russia’s first modern poet).
Он читал «Пожар в Архитектурном», и публика вызывала его вновь и вновь. Патрисия Блейк отмечала, что реакция на выступление Вознесенского в тот вечер не была похожа ни на что-либо ранее виденное ею на Западе: ни в театре, ни в концертном зале, не говоря уже о поэтических концертах. Вознесенский же дружески улыбался, обливаясь потом, как слезами, и юноши и девушки вокруг плакали подлинными слезами — слезами благодарности, так что журналистка заранее сочувствовала тому, кому придётся выступать после Вознесенского, но сменивший Вознесенского Булат Окуджава с гитарой в руках вызвал в зале совершенно иную форму энтузиазма. Он снял напряжение в зале, вызванное выступлением предыдущего оратора, поэтому усталости публики не ощущалось.
После Окуджавы выступал Евгений Евтушенко. На его появление публика откликнулась возгласами: «Привет, Женя!», «Даёшь „Бабий Яр“» и др. Один из соседей американской журналистки заявил ей, что «Женя — Колумб, он намечает путь, о котором другой и не мечтал бы, и все следуют за ним». На сцену сразу устремился ворох записок с просьбой прочитать любимые публикой стихи. Широкая популярность Евтушенко, по мнению Патрисии Блейк, имела внелитературное происхождение. Дарование Евтушенко-поэта тоже было очевидно, но смелость некоторых поэтических тем евтушенковской поэзии сделала известным его творчество далеко за пределами тесного круга ценителей поэзии. Особенный энтузиазм публики вызывала его поэма «Бабий Яр». Зрители неоднократно просили поэта прочитать её, но он всё откладывал чтение, декламируя слушателям свои новые стихи. В конце концов, Евтушенко театральным жестом откинул волосы назад и воскликнул: «Хорошо, будет вам ваш „Бабий Яр“!»
Поэт исполнил требуемую поэму с большим чувством, но публика не успокаивалась и требовала читать любимую поэму на бис. Он прочитал её ещё раз, а потом в третий раз, после чего воскликнул: «Товарищи, мы уже в этом зале шесть часов, и я читал за это время это стихотворение три раза. Я думаю, вы устали его слушать, да и я устал, читая его». Однако аудитория продолжала требовать очередного чтения поэмы, и тогда Евтушенко прочитал «Бабий Яр» в четвёртый раз. Мемуаристка пишет: «Это было потрясающее ощущение: видеть и слышать этого молодого человека с такой серьёзностью подчиняющего себе эту точно загипнотизированную молодую русскую аудиторию». Кроме «Бабьего Яра» и стихотворения «Как парится подлец», поэт исполнил стихи о Кубинской революции, одно из них «Три минуты правды» произвело особенное впечатление на публику. После перерыва Евтушенко читал залу ещё не опубликованное стихотворение «Наследники Сталина». После чтения этого стихотворения в зале возникла полемика. Один из выступавших признался в том, что очень любит творчество Евтушенко, но вот последнее стихотворение о Сталине ему не понравилось. И. В. Сталин совершил много дурного, но и много хорошего. В зале возник оглушительный рёв, и выступавшего фактически прогнали со сцены.
Лев Шилов вспоминал, что перед началом концерта не было никакого вступительного слова, поэты без долгих предисловий приступили к чтению стихов, отвечали на записки из зала. За столиком на сцене сидел ведущий вечера не то из комсомольского актива, не то от музея, но его функции были скорее номинальными, и очень быстро руководство программой перешло в руки Евтушенко, который и стал главным действующим лицом всех вечеров. Большинство записок предназначалось именно ему, ему же и выпал наибольший успех в чтениях. Поскольку свободных мест не было, публика сидела на ступеньках, на краю эстрады. Она внимала своим кумирам и охотно откликалась на любые намёки. Нередко выступления были на грани дозволенного, а то вовсе за этой гранью. Зрители это понимали и ценили, ведь разрешалось читать только опубликованные стихотворения. И хотя прямого запрета на чтение новых произведений не существовало, поэты читали строчки, в то время немыслимые в печати. Так, Андрей Вознесенский прочитал довольно смелое по тем временам стихотворение «Елена Сергеевна» об учительнице, влюбившейся в ученика. В то же время в его репертуаре была и Лениниана, и стихи, обличающие буржуазный образ жизни.
Схожим образом поступил и Евгений Евтушенко: чтобы избежать упрёков в однобокости, вслед за стихотворением «Три минуты правды» о Кубинской революции он прочитал стихотворение «Мосовощторг в Париже», разоблачающее чиновничий принцип организации заграничных туристических поездок. При этом важна была поэтическая интонация, чередующаяся от победительной и торжествующей до насмешливой. Даже при чтении опубликованных стихов, не уходя от авторского текста, тот или иной поэт неповторимой интонацией мог придать старому произведению иной, крамольный смысл, а внимательный зал благодарно реагировал дружными аплодисментами. Подобные стихи создавали у слушателей ощущение, что со сталинизмом навсегда покончено и что вот-вот наступит светлое социалистическое будущее. Однако даже такой «крамольный» смысл не таил в себе ничего антисоветского, это были темы полуофициально разрешённые. Борис Слуцкий читал: «Когда русская проза пошла в лагеря…», «Лошади в океане», «Физики и лирики», начинающееся строчками «Что-то физики в почёте. Что-то лирики в загоне…» Он читал отрывисто, внушительно, сурово. Его поэтическая слава только-только начинала распространяться за пределы узкого круга столичных ценителей поэзии.
Своих почитателей имели Григорий Поженян и Роберт Рождественский, про которого шутили, что это советский Евгений Евтушенко. Определённые сложности были у Риммы Казаковой. Из-за одного из прочитанных поэтессой стихотворений ей позднее пришлось писать объяснительную записку. Однако на сцене Политехнического явным образом доминировали Вознесенский и Евтушенко. Их чтение более напоминало соревнование — кто более наэлектризует публику, и в этом поэтическом состязании, по мнению Льва Шилова, более преуспел Евгений Евтушенко. У него был явный актёрский дар, причём артистичность его была не театрального рода, где требуется умение перевоплощаться, а в умении быстро и убедительно передать средствами декламации неуловимые эмоциональные переходы от тоски и отчаяния до торжества и любви. И всё это было ему под силу, всё это он непринуждённо демонстрировал, когда исполнял со сцены весьма отличающиеся по тональности стихи «Заклинание», «Сопливый фашизм», «Град в Харькове», поэтому, вспоминает архивист, более всего он фотографировал и записывал на магнитофон выступление Евгения Евтушенко.
С течением времени исследователь понял, что самими ценными в его коллекции фотографий и аудиозаписей являются не работы, связанные с Евтушенко, а снимки и записи Бориса Слуцкого и Булата Окуджавы, причём записи не песен, а записи его стихов. В фильме «Застава Ильича» лишь одна песня Окуджавы — «Сентиментальный марш». Кроме «Сентиментального марша», шестидесятник-бард спел популярную «Песенку об Арбате» и «Песенку о старом, больном, усталом короле». Из стихов он прочитал «Стихи об оловянном солдатике моего сына». На одном из вечеров Борис Слуцкий одним из первых решил прочитать залу антисталинские стихи и стихи об антисемитизме. Однако не только стремление к справедливости, политический подтекст, полный намёков и иносказаний, были важны при чтении подобных стихов. Со сцены исходило ощущение свежести и таланта поэтической речи, красоты и молодости рассказчиков, всё это зримо присутствовало на сцене и явственно проступало в поэзии шестидесятников, побуждало зрителей воспринимать стихи любимых поэтов пылко и восторженно.

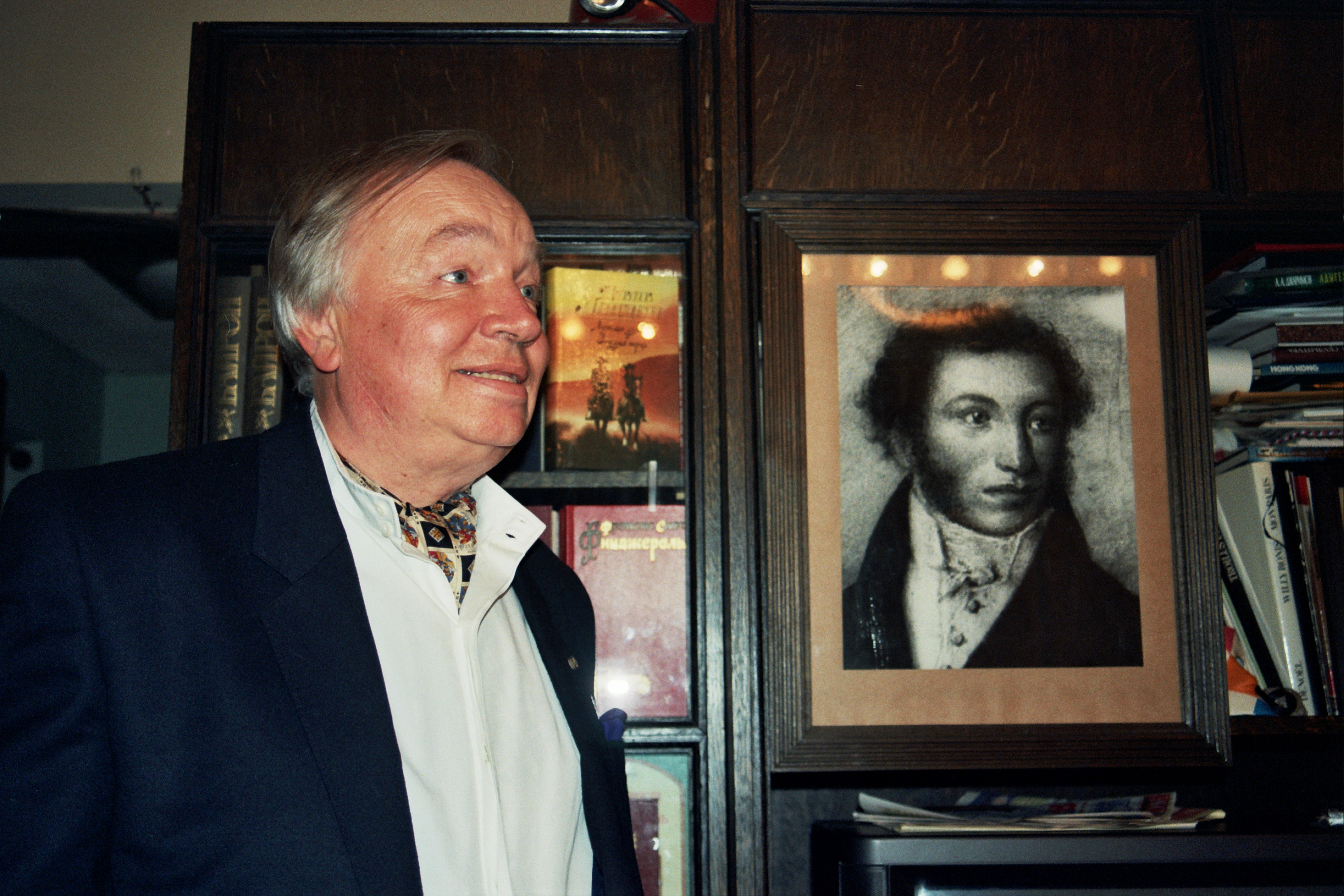
Андрей Вознесенский. Фото Анастасии Федоренко

Когда зал наполнялся публикой, выяснялось, что кинематографисты своей аппаратурой мешали зрителям слушать чтение стихов. Не обходилось и без других курьёзов. Андрей Вознесенский вспоминал, что во время съёмок хуциевского фильма поэты вынуждены были читать приблизительно одинаковый набор стихотворений. Одна из слушательниц попросила его разрядить обстановку. Он встал, уверенно вышел к микрофону и прочитал строчки из поэмы «Мастера»: «Купец галантный — // куль голландский». Однако вместо последней строчки он внятно сказал «х… голландский». Зал замер. От такой неожиданности Вознесенский сам растерялся, но тут же поправился: «Извините, то есть куль…» Зал взревел от восхищения и не умолкал минут пять. После этого поэт закончил чтение и невозмутимо занял своё место. Поэты, сидевшие вокруг него, сделали вид, как будто ничего не случилось. Лишь Борис Слуцкий спросил его: «Вы знаете что вы сказали?» — «Что?» — «Вы сказали слово „х…“» — «Не может быть!» Слуцкий неодобрительно посмотрел на Вознесенского и сказал: «Андрей, прошу вас, больше никогда не читайте стихов. Вы всегда будете оговариваться…». Позднее Зоя Богуславская уверяла, что в обычной жизни Вознесенский вовсе не был «матершинником», лишь, как в данном случае, в стихах он изредка мог позволить себе такое мальчишество. Данная оговорка — «пощёчина общественному вкусу», невинный эпатаж, ломающий привычные стереотипы.
Во время перерыва Патрисия Блейк подошла к Евгению Евтушенко и другим поэтам, собравшимся в нижнем вестибюле Политехнического музея. Молодые люди нагнулись над перилами, отчаянно намереваясь подойти к своим любимцам за автографом или со словами благодарности. Один подросток лет шестнадцати отделился от толпы и начал ходить вокруг Евтушенко, сурово хмурясь. Евтушенко подозвал его поближе: «В чём дело?» Молодой человек без слов протянул маленький томик стихов Евтушенко его автору, а тот подписал своё имя размашистым почерком. Подросток же тем временем продолжал совершать свои круги вокруг Евтушенко. «Ну что же ты не рад!», — опять начал Евтушенко. Мальчишка посмотрел на поэта, который был выше его на целый фут, и сказал: «Нет повода для радости». Затем он добавил: «Женя, почему вы так часто используете слово „коммунизм“ в своих стихах? Вам разве не кажется, что мы устали от всех этих банальных лозунгов?» Евтушенко погладил мальчика по голове и очень ласково сказал ему: «Коммунизм — моё любимое слово». Когда Патрисия Блейк возвращалась на своё место, паренёк подошёл к ней и сказал: «Женя — замечательный человек, вам повезло, что вы смогли с ним поговорить».
Ещё один эпизод, оказавшийся за кадром, скорее комичный, нежели драматичный. На сцену от лица публики поднялся некий коренастый мужчина средних лет с совершенно лысым черепом и огромной чёрной бородой в форме лопаты. На нём была чёрная водолазка и чёрный саржевый костюм. Он начал говорить, запыхаясь и запинаясь, отрывистыми фразами, которые невозможно было расслышать. Незнакомец представился: «Я инженер Дымшиц». Патрисия Блейк обратилась к своему соседу за разъяснениями по поводу выступающего. Тот пожал плечами. «Я тоже его не знаю», — ответил он. В конце концов личность выступающего была установлена: это был тип неизменного чудака, который в различных обличьях появляется на публичных мероприятиях по всему миру. Инженер Дымшиц работал на каком-то предприятии счётного машиностроения; и на этот раз он воспользовался возможностью, чтобы рассказать любителям поэзии о производстве счётных машин на самом что ни на есть высокотехнологичном языке.
Сюжет с «представителем вооружённых сил», обвинившим поэтов-шестидесятников в отсутствии исторического оптимизма, вошёл в фильм «Застава Ильича», но туда не вошёл комментарий к этой сцене, сделанный Булатом Окуджавой. По словам Патрисии Блейк, после выступления военного Окуджава подошёл к микрофону и успокоил зрителей следующими словами: «Чехов сказал: „Умный любит учиться, а дурак — учить!“» В репертуаре Б. Ш. Окуджавы была «Песенка про дураков».
Съёмки поэтического вечера складывались непросто, длились они пять дней по восемь часов, из них два дня — в Московском энергетическом институте (МЭИ), откуда в окончательный вариант фильма попал лишь небольшой фрагмент. Бо́льшая часть эпизода отснята в московском Политехническом музее. Весь фрагмент фильма Марлена Хуциева со сценой «Вечера поэтов» занял около двадцати минут, что повергло режиссёра в сомнения о целесообразности такого продолжительного отступления от основного сюжета. Однако руководитель творческого объединения киностудии имени М. Горького Сергей Герасимов, где шла работа над картиной, развеял сомнения Марлена Хуциева, и отныне просто невозможно вообразить начало шестидесятых годов без звучащих голосов Андрея Вознесенского, Евгения Евтушенко, Риммы Казаковой, Роберта Рождественского, Беллы Ахмадулиной и других.

## Значение поэтического вечера для фильма в целом

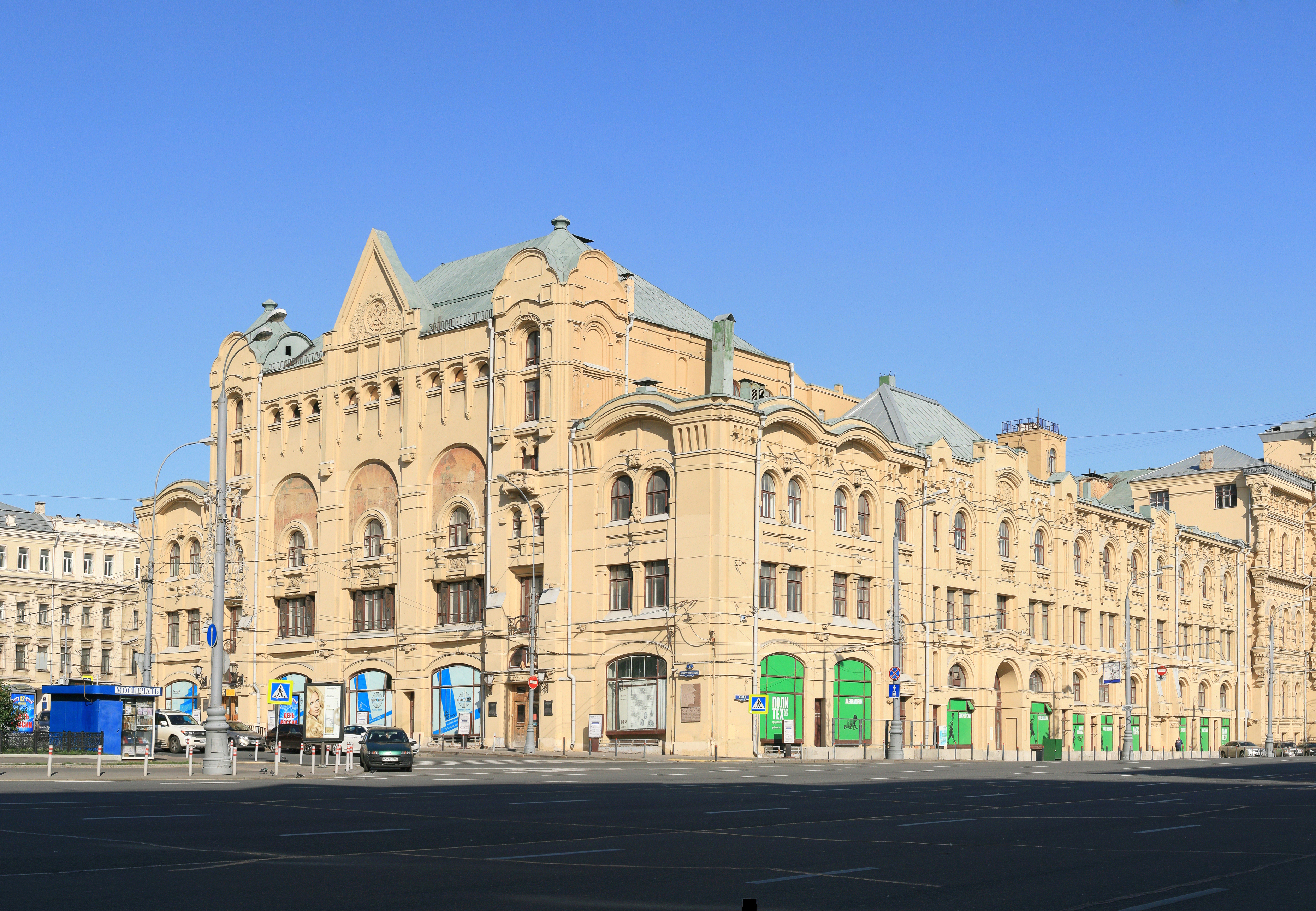
Политехнический музей расположен в центре Москвы

В первом варианте фильма главные герои Сергей и Аня почти не разговаривали друг с другом в зале, поглощённые тем, что происходило на сцене. Однако поэтический вечер не подавляет собою действие фильма, он создаёт неповторимую атмосферу эпохи оттепели, эпохи споров. Спорят не только друзья, что было бы привычно. С молодыми людьми спорят и особист (актёр Пётр Щербаков), и демагог-догматик — отец Ани (актёр Лев Золотухин), кинокритик Т. М. Хлоплянкина называла его сталинистом. Стоит влюблённым пойти в Музей изобразительных искусств, — и там они слышат ожесточённые споры, спорят на вечеринке «золотой молодёжи», спорят до хрипоты на вечере поэтов. Чутьё режиссёра проявилось в том, что в злободневности споров 1962 года он прочувствовал живую суть эпохи, «мелодию шестидесятых».
Герои фильма Хуциева слиты с потоком, но не растворены в нём. Режиссёр не сталкивал своих героев с обстоятельствами, которые бы их сломали. Насыщенная разнообразными спорами атмосфера необходима авторам фильма, чтобы продемонстрировать внутреннюю свободу молодых людей. Среди массы разноречивых мнений и назиданий они в состоянии найти собственный путь. Лев Аннинский трактует это так: «В то время как в зале, на поэтическом вечере, стоит крик и свист и поэт выкладывается без остатка: „О молодёжь! Ты в мир идёшь!…“ и т. д., а кто-то из слушателей, так же выкладываясь, кричит в ответ: „Мне неинтересно знать, что любит Евтушенко: кататься на велосипеде или есть шашлык!…“ — хуциевский герой молчит. Молчит, вслушивается в себя». Пусть молодой человек ещё не решил для себя, кто прав в споре, но он уже знает цену дискуссиям, спорщики выпустят пар и разойдутся. Зато у него есть своя правда, ещё не высказанная вслух, за тесным пространством споров открывающая иной уровень бытия.
Герои Хуциева живут в пространстве Москвы, как бы не замечая её тесноты, перегруженности, нервного биения, — они как будто вне этой толчеи и давки. И точно так же они читают и слушают стихи, не замечая их вызова и дерзновения («пож-жар в Архи-тек-турр-рном!!»). Молодые люди проходят сквозь тернии «догматиков», «стукачей» и «дураков», сохраняя чистоту и порядочность, они свободны и независимы от идеологической скверны и вопреки всем испытаниям счастливы.

## Цензура. «Мне двадцать лет»

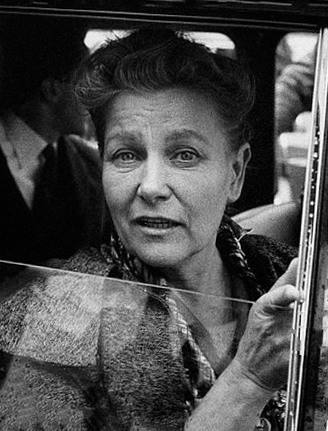
Екатерина Фурцева, министр культуры СССР с 1960 по 1974 год

В 1962—1963 годах партийным руководством СССР в адрес некоторых представителей творческой молодёжи страны (поэтов, писателей, художников, кинематографистов) было выдвинуто обвинение в отступлении от норм социалистической морали. Формальным поводом к этому послужило посещение Хрущёвым выставки, приуроченной к 30-летию Московского отделения союза художников в Манеже 1 декабря. На встрече руководителей Коммунистической партии с деятелями культуры СССР 17 декабря 1962 года выступали режиссёры, поэты и писатели. Василий Аксёнов и Евгений Евтушенко пытались заступиться за уличных поэтов с площади Маяковского.
Тогда же проявились первые признаки повышенного интереса к фильму со стороны идеологических работников ЦК КПСС. От киностудии фильм отстаивал Сергей Герасимов, картину поддержала и Е. А. Фурцева — Министерством культуры она была уже принята. Марлен Хуциев вспоминал, что однажды его вызвала Екатерина Алексеевна, но в момент приёма ей позвонил заведующий отделом культуры при ЦК КПСС Д. А. Поликарпов. Несмотря на то, что Поликарпов находился по служебному положению ниже министра культуры, судя по репликам Фурцевой, обращался он к ней довольно грубо. Он настаивал на немедленном просмотре киноленты, однако Фурцева парировала тем, что фильм ещё не готов. Она согласилась предоставить фильм в ЦК КПСС лишь при условии, что просмотр там будет происходить в её присутствии.
В результате в марте 1963 года на кремлёвском приёме деятелей литературы и искусства Н. С. Хрущёв обрушился с критикой на сам фильм «Застава Ильича»: «Даже наиболее положительные из персонажей фильма — трое рабочих парней — не являются олицетворением нашей замечательном молодёжи. Они показаны так, что не знают, как им жить и к чему стремиться. И это в наше время развёрнутого строительства коммунизма, освещённое идеями Программы Коммунистической партии!» Второй эпизод, вызвавший недовольство первого секретаря ЦК КПСС, был финалом фильма, где отец-солдат беседует с сыном. Эпизод в Политехническом музее Н. С. Хрущёв не упоминал вообще, однако через два месяца, в мае 1963 года, цензура потребовала убрать сцену «Литературный вечер в Политехническом музее». Претензии чиновников коснулись и других эпизодов фильма.
Председателю Государственного комитета Совета Министров СССР по кинематографии тов. Романову А. В.
По вашему поручению мы познакомились с поправками к кинофильму «Застава Ильича», представленными руководством киностудии им. М. Горького…
Ввиду того что представленные поправки не вносят полной ясности в вопрос о том, что будет исключено из фильма, следует устранить следующие эпизоды и мотивы:

1. Целиком исключить эпизод «Литературный вечер в Политехническом музее».

2. Сократить сцену в музее Пушкина, неточно выражающую авторское отношение к формалистическим тенденциям в изобразительном искусстве.

3. Пересмотреть диалоги в двух эпизодах, где ведутся беседы трёх товарищей (сцена у больного Сергея и сцена около станции метро), сняв ноты скептицизма в настроениях молодых людей…

После критики Н. С. Хрущёвым фильма «Застава Ильича» работа над картиной продолжалась по указаниям партийной цензуры, но теперь давление на фильм происходило по двум направлениям: извне и изнутри. Обсуждение фильма продолжилось в киностудии имени Горького на заседаниях Первого творческого объединения. Сергей Герасимов, горячо отстаивавший фильм перед высшим партийным руководством, теперь вынужден был критиковать его перед лицом своих коллег. Касаясь спора Андрея Вознесенского с Никитой Хрущёвым восьмого марта 1963 года, Герасимов, безусловно признавая талант поэта, тем не менее упомянул главный недостаток Вознесенского: «Это переоценка собственной личности, ощущение самоисключительности: я феномен, а вследствие этого мне подвластны суждения, которые могут даже не проверяться народной совестью, народным разумом, я над народом». Герасимов заметил, что всё это может вызывать раздражение, а при всём несомненном присутствии таланта у Вознесенского у него несколько кружится голова. Кружится она, по мнению Сергея Герасимова, у Андрея Тарковского (это видно по его статьям) и у Евгения Евтушенко, у этого поэта Сергей Аполлинариевич видел стремление смотреть наспех с завоёванных высот, встать на позиции гения, вещать наподобие пифии. Это же, продолжал руководитель киностудии имени Горького, позиция, не имеющая ничего общего с коммунистической моралью. В том же контексте Герасимов упрекал и Андрея Тарковского, снимавшегося в сцене «золотой молодёжи» в фильме Марлена Хуциева.
Претензии Сергея Герасимова к Андрею Вознесенскому и Андрею Тарковскому поддержал старейший режиссёр киностудии имени Горького Марк Донской. Будучи одним из «внутренних» гонителей фильма, он обвинил ленту Марлена Хуциева в унылости и неверном кастинге непрофессиональных актёров на эпизодические роли. Особое сомнение Донского вызвала худоба актёров, хотя и сам режиссёр Марлен Хуциев не обладал крепким телосложением, Татьяна Хлоплянкина сообщала, что во время цензурных мытарств с фильмом «Застава Ильича» он весил всего сорок три килограмма, и его не поднимал лифт, «не замечая» его. На заседании Творческого объединения Донской прямо сказал Марлену Хуциеву: «Ты можешь обижаться на меня, но я считаю, что и людей ты подобрал благодаря такому ви́дению — ты плохо видишь… Ты взял Тарковского, худосочного, кажется, плюнь на него, и он упадёт, ты и Вознесенского специально подобрал. Ты подобрал даже не фрондирующих молодых людей… Шалопаи ходят».
Совсем отказаться от работы над фильмом Марлен Хуциев не мог, его решительный отказ мог привести к тому, что картину могли передать другому режиссёру, а это для него было неприемлемо. Директор киностудии имени Горького Г. И. Бритиков в сердцах назвал худенького Хуциева «сорок три килограмма упрямства и упорства». В октябре 1964 года Пленум ЦК КПСС освободил советского лидера от должности первого секретаря ЦК КПСС, при новом партийном руководстве встал вопрос о выпуске в прокат опального фильма. Режиссёру предложили произвести в ленте некоторые изменения, самым существенным из которых было сокращение сцены вечера поэтов. Разговор отца с сыном, более всего возмутивший Н. С. Хрущёва, пусть и переработанный, в фильме остался. Зато режиссёру пришлось полностью переделывать эпизод в Политехническом музее.
Голос поэтов теперь лишь слышен, а самих их на сцене более нет. Слышны небольшие фрагменты прежних выступлений Михаила Светлова (советский поэт не дожил до премьеры фильма, он умер в сентябре 1964 года), Беллы Ахмадулиной, Роберта Рождественского. На отснятый ранее материал режиссёр наложил новую фонограмму, при этом исчезли наиболее знаковые стихи Андрея Вознесенского «Пожар в Архитектурном», Евгения Евтушенко «Москва-Товарная» и «Студенческая столовая». Вместе с ними потерялся существенный момент либерального шестидесятничества. Вместо них появилась новая фонограмма: поэт Михаил Дудин, никак не представленный зрителю, за кадром читал фронтовое стихотворение «Соловьи» («О мёртвых мы поговорим потом…»). Принцип «молодые должны сами рассказать о себе» при этом был существенно нарушен, акцент явно сместился на поэзию представителей старшего поколения. Наиболее прямолинейные сцены, которые Хуциева вынудили снять для «улучшения» фильма, режиссёр выстригал ножницами прямо перед демонстрацией картины на Венецианском международном кинофестивале.
В заключение сцены с поэтами Андрей Вознесенский зачитал фрагмент стихотворения «Прощание с Политехническим», как и было в первом варианте фильма «Застава Ильича». Таким образом, смысл самой поэзии был отодвинут на второй план, она стала фоном, поэтические строчки стали звучать контрапунктом, эпизод с поэтами сократился по времени с двадцати минут до шести, на первый план вышел показ межличностных отношений главных героев — Сергей Журавлёв пришёл на поэтический вечер в скверном настроении после спора о подлецах-стукачах со своим другом Николаем Фокиным. Эпизод поэтического вечера в фильме остался, но оказался изображённым эскизно, как и предполагалось в раннем варианте сценария. В итоге фильм был снят с полки и выпущен в широкий прокат в 1965 году. В результате вмешательства цензуры он вышел в урезанном варианте и с изменённым названием «Мне двадцать лет».
Кинокритик Лев Аннинский, оглядываясь из 1990 года на цензурную историю «Заставы Ильича», когда фильм вернулся к зрителям в первоначальном варианте, утверждал, что одна из причин поражения Марлена Хуциева в 1963 году — злободневность дискуссий, звучащих в фильме, из-за них и пострадала кинокартина. В эпоху перестройки острейшими диспутами уже никого нельзя было удивить, поэтому страхи противников фильма в то «оттепельное» время казались наивными, а поэтический бой 1962 года представлялся полным ностальгии путешествием в «молодость классиков». Это тем более странно, что противники фильма заставили Марлена Хуциева резать сцену с поэтическим вечером по-живому. «Теперь это кажется чистым безумием: чего боялись?»

## Состав поэтов
Стихотворение 1964 года, посвящённое Белле Ахмадулиной, Андрей Вознесенский начинал так:
Нас много. Нас может быть четверо.
Несёмся в машине как черти.
Оранжеволоса шофёрша.
И куртка по локоть — для форса.
Однако, кто эти четверо, кроме самой Беллы Ахмадулиной и Вознесенского, поэт никогда не расшифровывал. Комментаторы включали в состав этой условной четвёрки Евгения Евтушенко и Роберта Рождественского, поскольку все четверо были сверстниками, но также с оговорками на возраст и его фронтовое прошлое — Булата Окуджаву, поскольку именно эти поэты вошли в литературу пятидесятых все вместе. Писатель Феликс Медведев считал, что Вознесенский, Евтушенко, Окуджава и Рождественский были любимы читателями чуточку более других поэтов их поколения. Они были ярчайшими звёздами на небосклоне русской поэзии пятидесятых годов. Литературовед Револьд Банчуков называл в числе четверых Евтушенко, Вознесенского, Ахмадулину и Окуджаву без Рождественского.
С другой стороны, сверстником первых четверых поэтов была и Римма Казакова, но, по сюжету стихотворения Вознесенского, пассажиров машины, которой лихо управляет лирический герой в образе Беллы Ахмадулиной, не могло быть слишком много (у Беллы Ахатовны был персональный автомобиль «Москвич»). Неоспоримо присутствие в числе избранных лишь Вознесенского и Евтушенко, тогда как остальные поэты там могут присутствовать или нет. Своё появление неформальная четвёрка поэтов относит к 1957 году, то есть ко времени проведения Шестого всемирного фестиваля молодёжи и студентов в Москве, поскольку в 1987 году организаторы решили отметить тридцатилетие символической «четвёрки», и тогда это были Андрей Вознесенский, Евгений Евтушенко, Роберт Рождественский и Булат Окуджава, встретившиеся зимой 1987 года на даче Евгения Евтушенко в Переделкине. Феликс Медведев, взявший у них интервью, посчитал необходимым добавить к своему репортажу интервью с Беллой Ахмадулиной, сделанное несколько позднее переделкинской встречи.
Стихотворение Вознесенского явно отсылает к строчкам Бориса Пастернака «Нас мало. Нас может быть трое…», написанным в 1918 году и адресованным, по указанию Н. Н. Вильмонта, И. А. Аксёнову, С. П. Боброву и самому Пастернаку. Строчки Пастернака, в свою очередь, отсылали к утверждению В. В. Маяковского «Но нас, футуристов, нас всего — быть может — семь» и ещё дальше, к реплике Моцарта в одной из «Маленьких трагедий» А. С. Пушкина «Моцарт и Сальери»: «Нас мало избранных, счастливцев праздных…». Пушкинская фраза, в свою очередь, перекликается с евангельским изречением «…много званных, а мало избранных» в Евангелии от Матфея (Мф. 20:16) и от Луки (Лк. 14:24) («Притча о брачном пире»). Анна Ахматова в 1961 году в стихотворении «Нас четверо» определила свою приоритетную четвёрку поэтов. Кроме неё самой, это Осип Мандельштам, Борис Пастернак и Марина Цветаева.
Револьд Банчуков замечал по этому поводу, что подсчёт троих-четверых-пятерых избранников муз не был у поэтов выражением высокомерного зазнайства или претензией на лидерство в поэзии, он возникал как естественная реакция поэта на травлю или хотя бы замалчивание в условиях тоталитарного общества, когда официальная критика и литературоведение предпочитали поощрять своим вниманием поэтов бездарных.
Заканчивалось стихотворение Вознесенского строчками:
Нас мало. Нас может быть четверо.
Мы мчимся — а ты божество!
И всё-таки нас большинство.

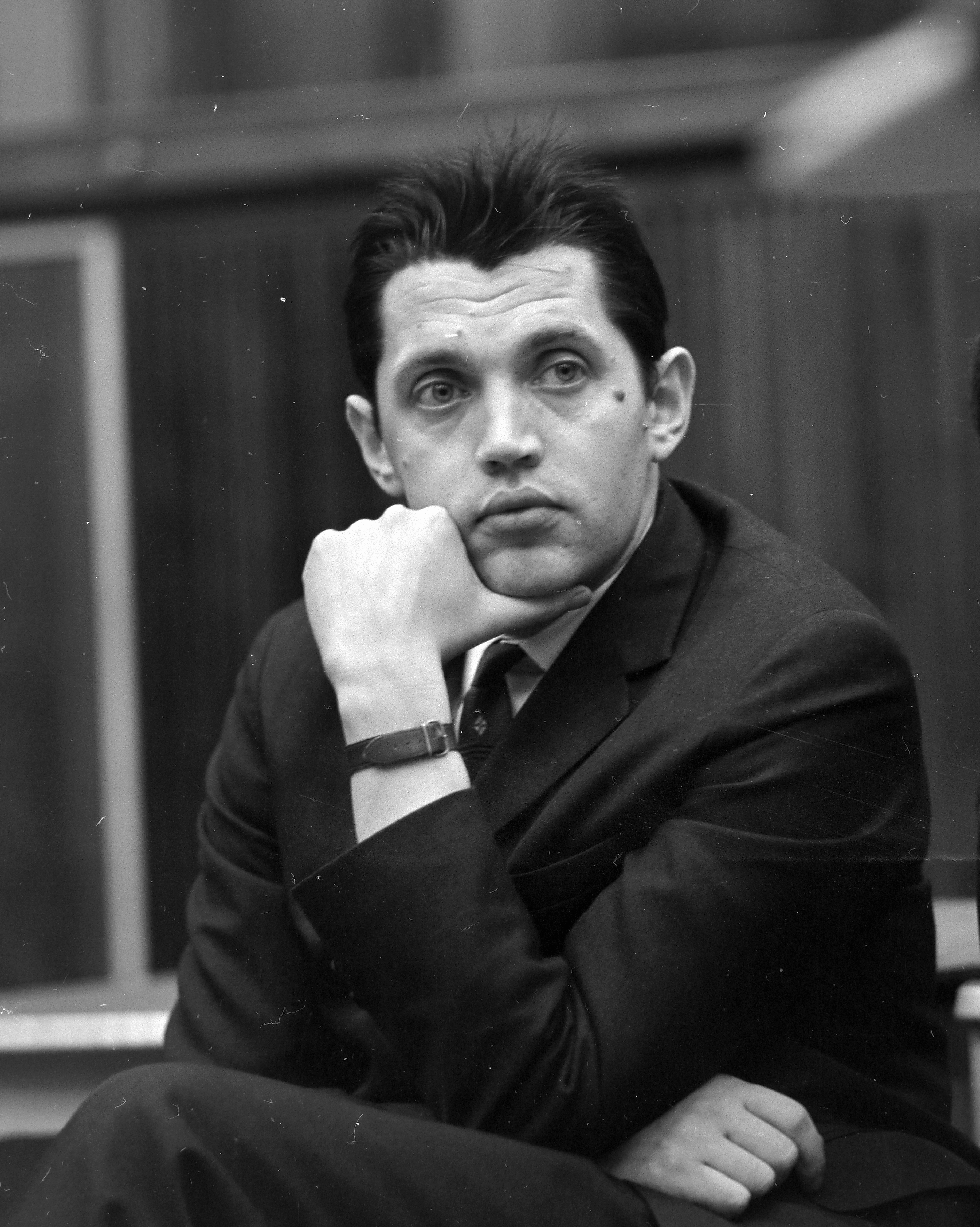
Роберт Рождественский в 1965 г.

Таким образом, упор делался не на количестве единомышленников, а на их духовном лидерстве в шестидесятые годы. Сами поэты сходятся в том, что их объединение не было формальным, а было результатом близости творческих принципов, поскольку в жизни они никогда не были ни сплочённой группой друзей, ни цельной литературной партией, хотя Евгений Евтушенко был в непродолжительном браке с Беллой Ахмадулиной с 1957 по 1959 год. Эта творческая близость определялась активным участием в литературной жизни, поэтическим новаторством и симпатиями к поэтическим новациям В. В. Маяковского, смелыми «оттепельными», молодёжными темами в поэзии, прямым обращением к своим читателям с эстрады в духе Маяковского. Позднее это направление в советской поэзии получит от своих противников название «эстрадная» или «громкая» поэзия в отличие от «тихой» традиционной поэзии поэтов-деревенщиков.
Лев Шилов считал, что в постсоветскую эпоху термин «эстрадная поэзия» лишился своей отрицательной коннотации. «Эстрадность — это не громкий голос, а прежде всего умение публично раскрывать свои чувства тысячам людей». Андрей Вознесенский писал, что и в молодости каждый из четверых был непохожим на других, у каждого была своя аудитория для выступлений, но общими были враги, их нападки сплачивали поэтов. «Общими были страсть страны, воздух надежд, люди, верящие в нас». Перечень достойных советских поэтов далеко не исчерпывался тем списком, который был представлен в фильме Марлена Хуциева. Андрей Вознесенский перечислил Евгения Винокурова, Юнну Мориц, Глеба Горбовского, Виктора Бокова, Виктора Соснору, Александра Кушнера. Андрей Вознесенский, Роберт Рождественский и Евгений Евтушенко единодушны в своём преклонении перед творчеством Бориса Слуцкого. Рождественский и Евтушенко, помимо этого, выделяли поэзию Владимира Соколова, а сам Евтушенко в числе заслуживающих внимания современников называл Михаила Рощина, Юнну Мориц, Николая Рубцова.
Белла Ахмадулина тоже согласна с тем, что Александр Кушнер — великолепный поэт, но он жил иной жизнью, чем поэты из фильма «Застава Ильича», более уединённой и тихой, и поэтические выступления с эстрады — не единственный способ заявить о себе. К наиболее выдающимся советским поэтам она безусловно относила Ярослава Смелякова. Поэтесса заочно спорила со словами стихотворения Андрея Вознесенского «Нас может быть четверо», хотя и посвящённого ей. Она процитировала собственную строку из стихотворения «Я думаю: как я была глупа…»: «Я стол прошу накрыть на пять персон на площади Восстанья в полшестого…». Тот же мотив пяти спутников встречается в стихотворении Ахмадулиной «Подражание», перекликающемся с пушкинским «Арионом»:
Грядущий день намечен был вчерне,
насущный день так подходил для пенья.
И четверо, достойных удивленья,

Гребцов со мною плыли на челне.
На ненаглядность этих четверых
всё бы глядела до скончанья взгляда…
«Обойму» из пяти ведущих поэтов в составе Евтушенко, Вознесенского, Ахмадулиной, Рождественского, Окуджавы называет Лев Шилов. В литературно-критических статьях конца 1950-х и начала 1960-х годов их группу он считает едва ли не самой устойчивой. Пять ведущих поэтов-шестидесятников насчитывает и Евгений Евтушенко, то есть, кроме себя, он называет Вознесенского, Окуджаву, Ахмадулину и Рождественского, а мнение Вознесенского по поводу четырёх считает несколько провокационным, — чтобы разбудить поэтическое честолюбие побороться за место в четвёрке. Подведя итог разноречивым мнениям пяти поэтов, Феликс Медведев приводит мнение Вадима Шефнера: «Никто не предполагал, что группа молодых поэтов столь быстро и целеустремлённо войдёт в нашу поэзию и не только утвердит себя в ней, но и изменит расстановку поэтических сил. […] Нельзя отрицать того, что молодые поэты послужили как бы неким бродильным началом, что они подняли интерес читателей к поэзии вообще…».
Тем не менее даже пять ведущих, самых издаваемых советских поэтов это только половина из тех, что показаны в фильме. Остальные поэты, за исключением Риммы Казаковой, это поэты старшего поколения: Григорий Поженян, Михаил Светлов и Борис Слуцкий. Борис Слуцкий, к которому поэты-шестидесятники относились с большим уважением, много времени уделял работе с молодыми поэтами, позднее он вёл регулярные занятия в Литературной студии при МГК ВЛКСМ, хотя в Союз писателей был принят относительно поздно, практически одновременно с шестидесятниками — в 1957 году. Ещё один поэт, сценарист фильма Геннадий Шпаликов в эпизоде с поэтами не показан, тем не менее в фильме его можно увидеть в эпизодической роли в качестве камео в сцене выставки картин современных художников в Музее изобразительных искусств. Поскольку запись эпизода с поэтами происходила пять дней, состав поэтов менялся, каждая съёмка длилась четыре-пять часов, то далеко не всё, что происходило на сцене, попало в окончательный вариант фильма. Искусствовед и архивист Лев Шилов свидетельствовал, что Михаил Светлов и Белла Ахмадулина выступили на сцене по одному разу и были на сцене недолго (к тому же, по утверждению Льва Шилова, поэтесса подразделяла стихи на эстрадные и те стихотворения, которые невозможно просто так читать со сцены, стихи, требующие интимного восприятия), тогда как Роберт Рождественский, Римма Казакова и Григорий Поженян находились на сцене почти всё время.
Однако Андрей Вознесенский в 1997 году утверждал, что хотя выступающие и менялись, но «неизменной оставалась наша четвёрка — Белла Ахмадулина, Булат Окуджава, Евгений Евтушенко и я» — они неизменно оставались на сцене. Помимо них, появлялись то Борис Слуцкий, то Римма Казакова, то Владимир Соколов.

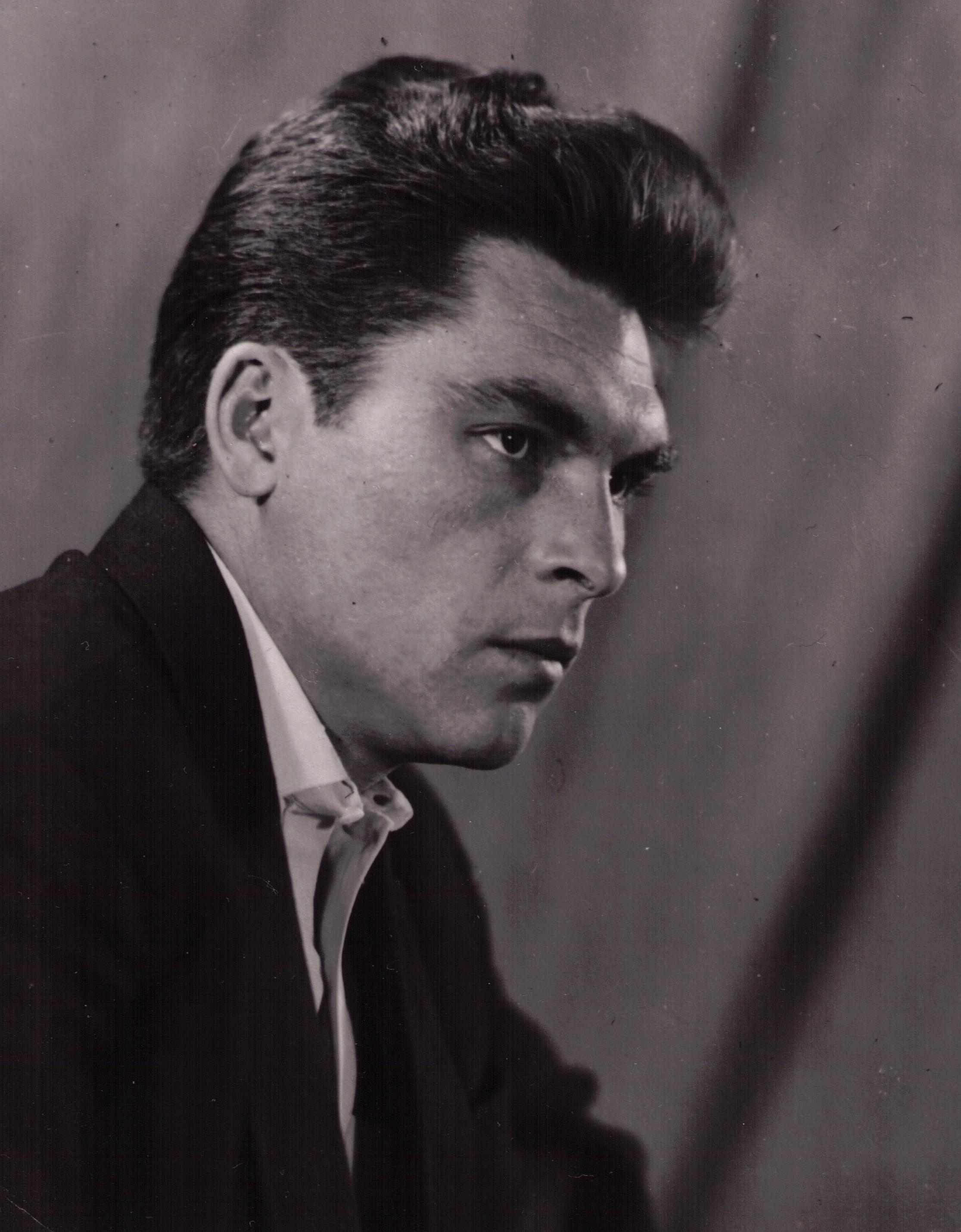
Сергей Поликарпов

Среди тех, кто выступал на сцене, но не попал в кадр при монтаже фильма, были Евгений Винокуров, автор сборника «Сережка с Малой Бронной», и Сергей Поликарпов. Писатель Рауль Мир-Хайдаров в связи с последним поэтом рассказал о пожизненной обиде, якобы нанесённой Марленом Хуциевым С. И. Поликарпову. По его словам, успех выступления Сергея Ивановича на сцене Политехнического музея превосходил успех выступления всех прочих поэтов, хотя в фильме данный момент отсутствует: режиссёр исключил этот эпизод при монтаже фильма. Зрители стоя аплодировали молодому поэту за стихи «Деревня пьёт напропалую…» и им подобные смелые поэтические откровения и долго не отпускали его со сцены, тогда как помощники режиссёра призывали Поликарпова заканчивать своё затянувшееся чтение.
Однако фонограмму с бурными овациями публики, сопровождавшими его триумфальное исполнение, режиссёр, по словам Поликарпова, будто бы использовал для иллюстрации выступления других поэтов, чем перевернул «с ног на голову» результаты открытого поэтического соревнования. Успех Поликарпова Мир-Хайдаров относил к незаурядным внешним данным молодого поэта, правильному владению приёмами декламации, но, главное, к поэтическим темам Поликарпова, близким простым людям и далёким от эстетствующих поэтов-шестидесятников. Мировоззренчески Поликарпов относился к поэтам-деревенщикам, почвенникам, хотя интуитивно тянулся за шестидесятниками-интернационалистами и поддерживал отношения с Андреем Вознесенским. Факт обиды С. И. Поликарпова на М. Хуциева за испорченную литературную биографию подтверждает и Лариса Васильева.
Однако американская журналистка Патрисия Блейк, присутствовавшая на чтении стихов Сергея Поликарпова в Политехническом музее, давала иную оценку его выступлению. Она писала, что после завершения поэтических номеров последовали речи зрителей из зала. Последний оратор, совсем ещё подросток, вышел на сцену со скромным букетом из красных роз. Он обратился к Сергею Поликарпову, чьи приятные, но довольно невыразительные стихи почти не вызывали аплодисментов. «Никто не упоминал Поликарпова, — сказал он, — и поэтому мне очень жаль. Это несправедливо. Поликарпов — хороший человек. Он один из нас. Поэтому я и хочу преподнести ему эти цветы и поблагодарить его от имени всех присутствующих в этом зале». Это был пусть небольшой, но довольно характерный инцидент, который, наверно, больше, чем что-либо другое, может расположить к себе Россию человека постороннего, — заключила Патрисия Блейк.
Различные источники в числе присутствовавших в том или ином качестве упоминают Николая Рубцова, Руслана Киреева, Владимира Соколова, Феликса Чуева, Анатолия Кузнецова, Василия Аксёнова, Наума Коржавина, Николая Глазкова. Однако ни в титрах фильма «Застава Ильича», ни в титрах фильма «Мне двадцать лет» никто из названных поэтов не упоминается. Публика, присутствующая в зале, была зачастую достаточно далёкой от советской поэзии. Людмила Дербина вспоминает, что в зале рядом с ней находилась вызывавшая всеобщее любопытство семнадцатилетняя «дива» Анастасия Вертинская, к тому времени известная по ролям в фильмах «Алые Паруса» и «Человек-амфибия», младшая сестра Марианны Вертинской, которая тут же в зале была занята в рабочих съёмках сцены с поэтами. В книге киноведа Татьяны Хлоплянкиной представлена фотография Евгения Евтушенко и американского писателя Митчелла Уилсона в Политехническом музее, сделанная тогда же.

## Литературный комментарий
Поскольку поэтические вечера длились пять дней по нескольку часов, то общее количество прочитанных стихотворений было весьма значительно, хотя иногда одно и то же стихотворение читалось автором повторно. Андрей Вознесенский позднее утверждал, что каждый день поэты вынуждены были читать приблизительно одинаковый набор стихотворений.

### Поэзия Евгения Евтушенко
Поэзия Евгения Евтушенко представлена в фильме стихотворением «Студенческая столовая» (1959). Стихотворение впервые напечатано в большой подборке журнала «Юность» в декабре 1959 года. Оно фигурирует уже в сценарии М. М. Хуциева и Г. Ф. Шпаликова (1961), но фрагменты стихотворения разные. Фрагмент в сценарии звучит так:
Вы рвётесь к скальпелям и атомам,
И в глубину, и в высоту,
Руками собственными надо вам
Потрогать каждую звезду.
Однако в фильме «Застава Ильича» Евгений Евтушенко декламирует следующие строчки:
Я думаю: неужто вы
Всё это после потеряете,
И тише станете травы,
Умильно руки потираючи?…
Средь вас такие будут, да,
Но чёрта-с два, но чёрта-с два
Вы все такими будете!
Фрагмент стихотворения «Москва-Товарная» (1960) также звучит в фильме «Застава Ильича». С него начинается демонстрация поэтических чтений на сцене. В фильме «Мне двадцать лет» стихи Евтушенко не звучат. Кроме этого, вне фильма автором были прочитаны со сцены поэмы «Бабий Яр» (1961), стихотворения «Наследники Сталина» (1962), «Три минуты правды» (1962), «Как парится подлец» (1962), «Заклинание» (1960), «Сопливый фашизм» (1962), «Град в Харькове» (1960), «Мосовощторг в Париже» (1962).

### Поэзия Андрея Вознесенского
Поэзии Андрея Вознесенского отведено в ленте значительное место, хотя в сценарии фильма он не упоминался. Поэтический вечер в фильме «Застава Ильича» начинался строчками из его стихотворения «Прощание с Политехническим» (1962), которые он читал за кадром: «Политехнический — // моя Россия! — // ты очень бережен и добр, как Бог, // лишь Маяковского не уберёг». Следующим фрагментом из «Прощания с Политехническим» заканчивался весь эпизод вечера поэзии:
Мы расстаемся, Политехнический!
Нам жить недолго. Суть не в овациях,
Мы растворяемся в людских количествах
в твоих просторах,
Политехнический.
Невыносимо нам расставаться.
Второй фрагмент остался в ленте «Мне двадцать лет», несмотря на вмешательство цензуры, тогда как первый фрагмент сохранился лишь в авторской картине, и таким образом сюжет обретал там кольцевую структуру. «Прощание с Политехническим» было написано Вознесенским уже после съёмок эпизода с поэтами, оно опубликовано в журнале «Знамя». 1963, № 1.

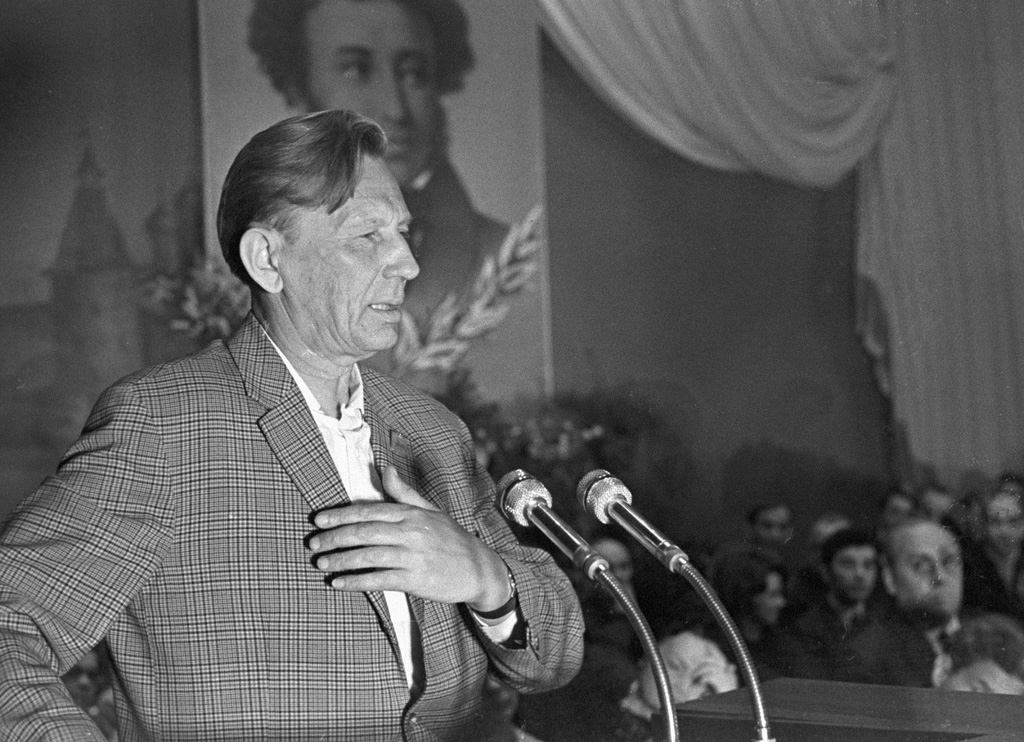
Михаил Дудин в 1969 году

Работа над фильмом растянулась, и поэтому у режиссёра появилась возможность смонтировать эпизод с поэтами таким образом, чтобы сцену вечера открывал «программный» стих Вознесенского. В результате более позднее «Прощание с Политехническим» оказалось в самом начале сцены поэтического вечера, однако зрители урезанного цензурой фильма «Мне двадцать лет» этого так и не узнали. «Прощание с Политехническим» — одно из двух стихотворений фильма Хуциева, которые не звучали в зале (так, поэт Михаил Дудин совсем не участвовал в поэтических вечерах шестидесятников, его длинное стихотворение «Соловьи» («О мёртвых мы поговорим потом…») (1942), записанное в киностудии позже, полностью звучит в фильме «Мне двадцать лет», заменяя собой лакуну вместо «оттепельных» произведений Евтушенко, Окуджавы, Риммы Казаковой и других). Вознесенский предпослал своему стихотворению специальное посвящение: «Большой Аудитории посвящаю». Он обращался к Политехническому музею в самых превосходных тонах: «Твоё Величество — Политехнический!» Стихотворение насыщено реалиями съёмок фильма Марлена Хуциева: «Ура, галёрка! Как шашлыки, // дымятся джемперы, пиджаки…», «12 скоро. Пора уматывать…» и т. д.
Я ненавидел тебя вначале.
Как ты расстреливал меня молчанием.
Я шёл как смертник в притихшем зале.
Политехнический, мы враждовали!
Ах, как я сыпался! Как шла на помощь
записка искоркой электрической…
Стихотворение «Пожар в Архитектурном» (1957) знаковое в творчестве Андрея Вознесенского. Оно написано по следам реальных событий: в мае 1957 года в результате пожара в мастерской Московского архитектурного института были уничтожены дипломные проекты студентов-дипломников МАРХИ. Впервые стихотворение было опубликовано в печати в 1960 году в журнале «Октябрь» и тогда же в фельетоне «Лженерончик» подверглось нападкам критика журнала «Звезда» В. А. Назаренко. В фильме «Застава Ильича» Вознесенский читал не всё стихотворение, а лишь фрагмент. «Коровники в амурах, райклубы в рококо!» — в официальных советских изданиях строчка так и звучала: «райклубы в рококо». Однако в своих устных выступлениях Вознесенский декламировал именно «райкомы», а не «райклубы» и не «сберкассы», Патрисия Блейк приводит вариант «почтамты в рококо» — «post-offices in rococo».
На поэтическом вечере в фильме Марлена Хуциева «Застава Ильича» Андрей Вознесенский сознательно сделал паузу в этом слове: «Райк… клубы в рококо». Стихотворение читалось автором по просьбе зрителей на бис. Вне фильма Андрей Вознесенский читал перед залом полный вариант стихотворения «Елена Сергеевна» (1958). Оно было опубликовано в сборнике «Треугольная груша» в 1962 году без последней строки «Елена Сергеевна водку пьёт». Им были также прочитаны стихотворение «Ленин на трибуне 18-го года», впервые опубликованное в журнале «Новый мир» в 1958 году, «Поют негры» (1961), фрагмент поэмы «Мастера» (1959), стихотворение «Гойя» (1959), «Антимиры» (1961), «Меня пугают формализмом» («Вечер на стройке») (1960), «Лобная баллада» (1961).

### Творчество Булата Окуджавы
Творчество Булата Окуджавы в фильме «Застава Ильича» представлено песней «Сентиментальный марш» (1957). По совету Евгения Евтушенко, Булат Окуджава изменил в песне одну строчку: вместо «на той далёкой, на гражданской» он исполнил «на той единственной гражданской», и именно в таком виде она впервые и звучит в фильме. Это одна из самых известных его песен. Её ценил Ярослав Смеляков, хотя в целом он очень прохладно относился к творчеству Окуджавы, как ценил её и Владимир Набоков, упомянувший её в романе «Ада», писатель-эмигрант полностью перевёл это стихотворение на английский язык. Это одна из первых песен, где появляется олицетворённый образ Надежды, который станет позднее сквозным в его творчестве. В стихотворении поэтизируется Гражданская война, за что поэта в годы перестройки пытались упрекать в оправдании «Красного колеса», то есть красного революционного террора, на что поэт возражал в 1995 году: «„Песню о комиссарах“ я написал в пятьдесят седьмом году, я это тогда так ощущал. Для меня прежде всего важно качество поэтическое. Я тогда так ощущал. Теперь я понимаю, что я во многом, значит, ошибался. Но эти стихи не померкли для меня всё равно». Позднее критики делали упор на лирическом содержании стихотворения, а не на его политической составляющей.
В фильме «Мне двадцать лет» его песни и стихи не звучат. Помимо съёмок, на поэтических вечерах в Политехническом музее он исполнил «Песенку об Арбате» (1958), «Песенку о старом, больном, усталом короле» (1961), «Стихи об оловянном солдатике моего сына» (1964). Стихотворение с невинным названием, как будто в то благополучное время ещё не оценённое по достоинству залом, содержало в себе глубокий смысл. Это было предостережение о возможных междоусобицах, о безрассудстве вражды и взаимного недоверия, ставшее вполне актуальным в 1990-е годы. Стихотворение долгие годы нигде не печаталось, но пять лет спустя, в 1967 году, Булат Окуджава был удостоен за него «Золотого венца» на международном конкурсе поэзии в Югославии. Озорное стихотворение «Как я сидел в кресле царя» (1962) поэт сопроводил пояснением того, как организовывались в старину в Павловске придворные мероприятия императорской семьи.
Помимо упомянутых Львом Шиловым песен Окуджавы, спетых им в Политехническом музее, Патрисия Блейк называла ещё несколько: «До свидания, мальчики» («Ах война, что ж ты сделала, подлая…») (1958), «Полночный троллейбус» (1957) и «Песенка про дураков» («Вот так и ведётся на нашем веку…») (1960—1961). Возможно, под впечатлением от инцидента с «представителем вооружённых сил», выступление которого Окуджава прокомментировал словами «Чехов сказал: „Умный любит учиться, а дурак — учить!“», он написал «Продолжение песенки о дураках»:
Антон Павлович Чехов однажды заметил,
Что умный любит учиться, а дурак — учить.
Скольких дураков в своей жизни я встретил —

Мне давно пора уже орден получить и т. д.
Первая строчка о Чехове не должна вводить в заблуждение, на самом деле изречение А. П. Чехову не принадлежит, а является пословицей, о чём сам Чехов и написал в своих «Записных книжках». Пословица взята Чеховым у Владимира Даля. Позднее Булат Окуджава в романе «Свидание с Бонапартом» сделал и прозаический парафраз этой поговорки.
Как и в случае с Андреем Вознесенским, чьё стихотворение «Прощание с Политехническим» было написано под впечатлением от съёмок фильма «Застава Ильича», так и участие Булата Окуджавы на съёмочной площадке у Марлена Хуциева непосредственно сказалось в творчестве этого поэта. А. В. Кулагин обратил внимание на то, что в стихотворении «О чём ты успел передумать, отец расстрелянный мой…» присутствует строка «и грустные те комиссары идут по Москве как один». Она восходит, по мнению современного литературоведа, к прологу и эпилогу ленты Хуциева, где по московским улицам гулко шагает красноармейский патруль. Это стихотворение впервые было опубликовано в журнале «Молодая гвардия» в ноябре 1962 года, когда работа над фильмом «Застава Ильича» была в самом разгаре. Эпизод с патрулём остался и в фильме «Мне двадцать лет». Первым на этот факт в 1984 году обратил внимание болгарский критик и театровед Любен Георгиев. Исследовательница Евгения Азимова видит связь этого стихотворения, впоследствии ставшего песней, с эпизодом воображаемого разговора в фильме Марлена Хуциева «Застава Ильича», где герой фильма Сергей Журавлёв беседует со своим отцом. На самом деле Сергей никогда не знал отца, поскольку тот погиб на фронте, когда Сергей был ещё совсем младенцем.

### Творчество остальных участников поэтических вечеров
Режиссёр фильма Марлен Хуциев специально не подбирал стихотворения для поэтических вечеров, поэты сами выбирали необходимые для чтения стихи, или же им подсказывали их слушатели. Как исключение, Борис Слуцкий по сценарию должен был исполнять стихи поэта-фронтовика Павла Когана «Лирическое отступление» («Есть в наших днях такая точность, // Что мальчики иных веков…») (1940), и в этом смысле его выступление в фильме «Застава Ильича» — это выступление актёра. Только в фильме он читал не то стихотворение Когана, что в сценарии, а четыре малоизвестные в то время стихотворные строчки из неоконченных набросков этого автора «Разрыв-травой, травою-повиликой…», посвящённые войне:
Разрыв-травой, травою-повиликой
Мы прорастём по горькой,
по великой,
По нашей кровью политой земле…
Ни в сценарии, ни в фильме стихи не имеют названия, они просто декламируются героями сценария, а их авторы не указываются. Исключение сделал Борис Слуцкий, объявивший в фильме Марлена Хуциева стихи Михаила Кульчицкого и Павла Когана, но в сценарии все стихи — анонимные. В исполнении Бориса Слуцкого в фильме «Застава Ильича» прозвучало также стихотворение убитого на фронте М. В. Кульчицкого «Мечтатель, фантазёр, лентяй-завистник!…» (1942). В фильме «Мне двадцать лет» творчество Бориса Слуцкого не представлено. Тем не менее в пространстве Большой аудитории Политехнического музе он читал и свои стихи, не попавшие в фильм: «Прозаики» («Когда русская проза пошла в лагеря…») (1962), «Лошади в океане» (1956), «Физики и лирики» (1959).
Поэзия Роберта Рождественского представлена в фильме «Застава Ильича» фрагментами стихотворений «Оптимисты» и «Винтики». В фильме «Мне двадцать лет» — только «Винтики». Выступление Рождественского предполагалось ещё в сценарии фильма. Поэзия Беллы Ахмадулиной представлена в фильме «Застава Ильича» стихотворением «Дуэль» («И снова, как огни мартенов…») (1962), первая публикация в журнале «Юность», в фильме «Мне двадцать лет» — фрагментом этого же стихотворения. Поэзия Михаила Светлова представлена в фильме «Застава Ильича» стихотворением «Советские старики» (1960). Строчки из этого стихотворения звучат и в фильме «Мне двадцать лет». Поэзия Григория Поженяна представлена в фильме «Застава Ильича» фрагментом поэмы «Вперёдсмотрящий» (1953—1954). В фильме «Мне двадцать лет» стихи Поженяна не звучат. Поэзия Риммы Казаковой представлена в фильме «Застава Ильича» стихотворением «Мы молоды. У нас чулки со штопками…» (1960). В фильме «Мне двадцать лет» её стихи не звучат. Поэзия Сергея Поликарпова в фильмах Марлена Хуциева не представлена. Известно, что на поэтических вечерах он исполнил несколько стихотворений 1958—1962 годов: «Деревня пьёт напропалую…», «Едва над входом гробовым…», «Мать», «Коршун», «Детство», «У Аксиньи // Брови сини…», «Над рекой, // Как будто скрип уключин…», «Неуютная», «Азиатка», «Баку».

## Игровое и документальное: новаторский эксперимент
В заслугу Марлену Хуциеву Л. А. Аннинский ставит режиссёрскую смелость. Режиссёр не побоялся насытить фильм продолжительными документальными вставками, снимать Булата Окуджаву на сцене с гитарой одновременно с актрисой Марианной Вертинской, погружённой в драматургические страсти своей влюблённой героини. Игровое и документальное кино нередко губят друг друга, когда оказываются слишком близко друг к другу. У Хуциева этого не произошло, так как в мире, в котором живут его герои, игровое и документальное органично сочетаются. Смелость Хуциева была оправдана тем, что Марианна Вертинская, Николай Губенко, Станислав Любшин, исполнявший роль ещё одного друга Сергея Журавлёва — Славу Костикова, по сути играли самих себя, молодых людей шестидесятых годов, почти таких же героев-шестидесятников, как Булат Окуджава и Евгений Евтушенко.
Этот эксперимент Хуциеву удался, считает критик, поэтому в следующем фильме «Июльский дождь» режиссёр не побоялся снимать Юрия Визбора именно как Визбора-барда, «как певца молодой интеллигенции 60-х годов, как эмблему шестидесятников, как „медальон эпохи“», а не только как исполнителя роли Алика. Этот приём — продолжение языка «вечера поэтов», удачно разработанного режиссёром в фильме «Застава Ильича». Оператор Маргарита Пилихина скользит камерой по лицам, выхватывая из толпы улыбки, беглые взгляды, движение кистей, передающих записки из зала, операторский взгляд как будто из дня сегодняшнего. Её работа создаёт ощущение, что съёмка происходит одним дублем, панорамно и абсолютно документально.
Репортажная съёмка ручной камерой передавала неповторимую атмосферу зала, ощущение тайного братства между сценой и слушателями. Экспериментальность сцены состояла и в том, что кинематографисты снимают не только фильм, но и самих себя, свою работу над фильмом. Взгляд объектива устремлялся как из густой толпы сидящих в зале, так и из глубины сцены, словно из-за кулис, хотя кулис как таковых не было. Маргарита Пилихина добилась совершенного слияния кинокамеры и объекта её наблюдения, лиц на сцене и в зрительном зале. Этот метод, как пишет исследователь, умело воспроизводил «резкие, асимметричные линии ракурса, угловатые движения объектива, взволнованно ищущего кого-то, изумлённо озирающегося вокруг, почти соприкасающегося с чьими-то плечами, спинами…».

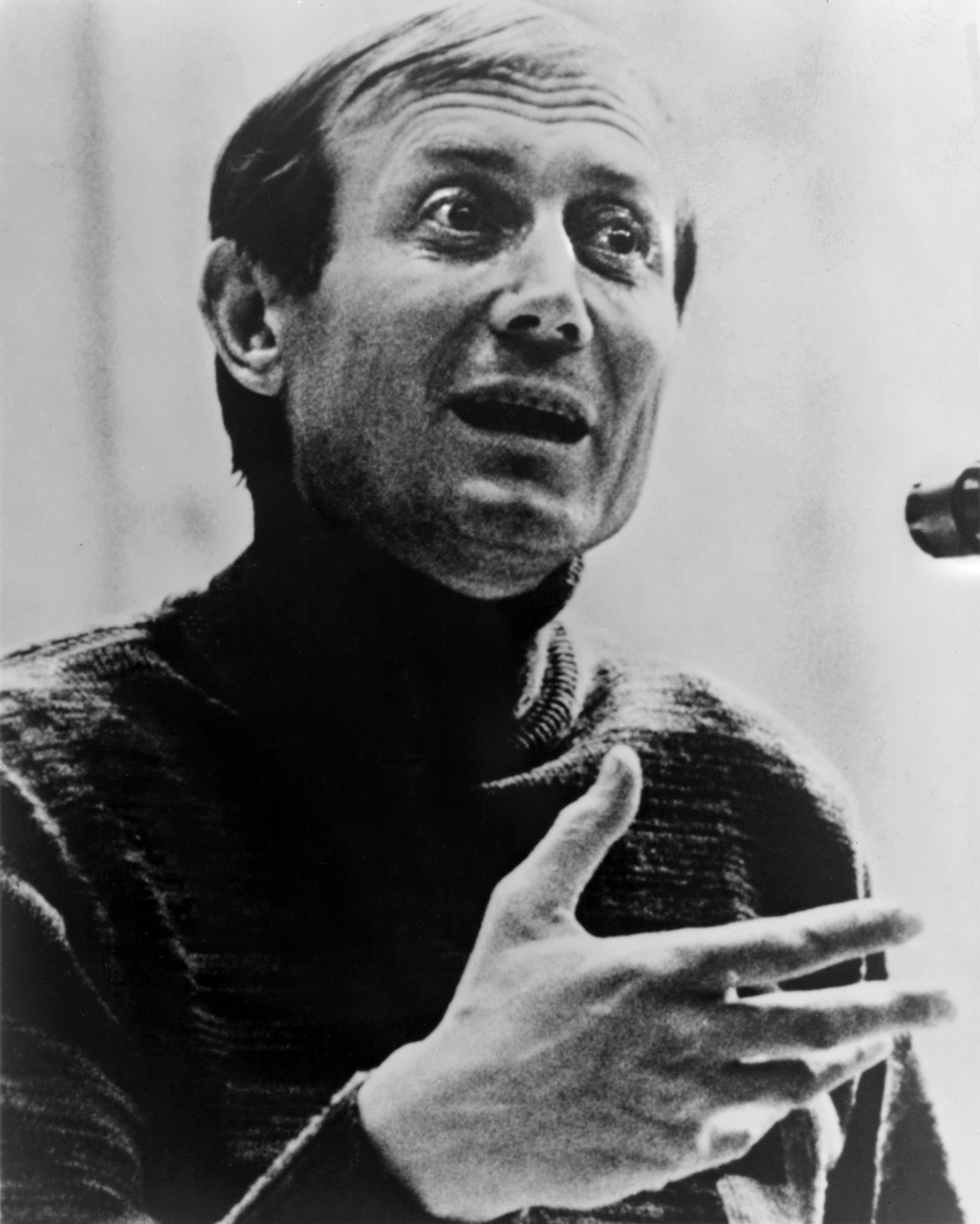
Евгений Евтушенко читает стихи. Конец 1970-х

От внимания оператора не ускользает выразительность пластики, мимики, жестов молодых поэтов. Он акцентирует внимание на вытянутой ладони выступающего Евгения Евтушенко, схватывает выразительные черты лица Роберта Рождественского, подчёркивает особую сосредоточенность и пронзительную интонацию высокого, звонкого голоса Беллы Ахмадулиной. Старшие и младшие — на одной сцене. В какой-то момент шум в зале стихает, и тогда объектив камеры выхватывает главного героя — С. Журавлёва, и в то же время непонятно откуда раздаются гитарные аккорды. Негромкий голос Булата Окуджавы возникает как будто в глубинах сознания Сергея, из его внутренней сосредоточенности, становясь всё более явственным. В конце концов в кадре появляется узнаваемый силуэт с гитарой, и зрителя завораживает решительный и мужественный ритм «Сентиментального марша»: «Надежда, я вернусь тогда…». Этот упругий ритм всё больше набирает мощь и устремляется со сцены к амфитеатру, охватывая собой балконы.
Марлен Хуциев в эпизоде с Политехническим музеем очень тонко сочетает игровой кинематограф с документальным, старшее поколение поэтов в лице Михаила Светлова, Бориса Слуцкого, Булата Окуджавы с младшим поколением, представленным Евгением Евтушенко, Робертом Рождественским, Андреем Вознесенским, Беллой Ахмадулиной. Однако единение ценителей поэзии происходит не только на сцене, оно присутствует и среди зрителей, в зале, где представлена совершенно разновозрастная публика. Когда выступления поэтов завершились, последовали вопросы зрителей. И это тоже немаловажная часть эпизода поэтического вечера. Звучание голосов рядовых людей, слушателей, геологов, военнослужащих в огромной аудитории Политехнического музея завораживало не менее голосов профессиональных поэтов, декламировавших свои стихи в зарождавшейся эстрадной манере. И это тоже было одним из завоеваний оттепели, смело использованным режиссёром-новатором.
Татьяна Хлоплянкина обратила внимание на то, что уже во время съёмок игровой эпизод с поэтами начал перерастать в хронику времени, поскольку у входа в Политехнический музей стояла толпа, перегораживавшая путь и режиссёру, и актёрам. С конца 1980-х годов на советском экране начали появляться документальные фильмы, посвящённые шестидесятым годам, где без указания авторства цитировались кинофрагменты «Вечера поэтов» Хуциева. На них были видны лица киногероев: Аня, которая машет рукой Сергею Журавлёву, — актёрский дуэт Марианны Вертинской и Валентина Попова. Парадокс состоял в том, что эта сцена казалась документальной, а не сыгранной. Обычно игровое кино обращалось к кинохронике в поисках максимальной достоверности. Однако когда документальное кино обратилось за тем же самым к игровому кино, это был прецедент, который ещё раз доказывал, что эпоха начала шестидесятых годов изображена в фильме Хуциева необыкновенно точно.

## Аудитория Политехнического музея

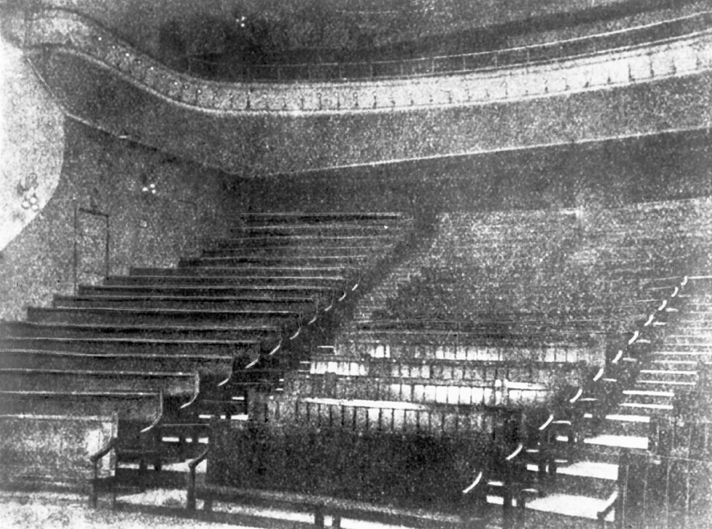
Внутренний вид зала Политехнического музея

Большая аудитория Политехнического музея была выбрана неслучайно в качестве места проведения вечеров поэзии. Политехнический музей имел богатую историю проведения подобных мероприятий в прошлом. С другой стороны, по сценарию Хуциева и Шпаликова, Сергей Журавлёв присутствовал на вечере поэтов в некоем учебном заведении, где он учился, а Политехнический музей как раз обладал достаточно вместительной аудиторией для проведения массовых мероприятий. Строительство левого крыла Политехнического музея в Москве было завершено в 1906 году, осенью 1907 года после окончания отделочных работ состоялось его открытие. Зал музея был сконструирован по проекту архитектора А. А. Семёнова, а его фасад украшало панно Г. И. Макеева с изображением аллегории просвещения, заводского труда и сельского хозяйства. В момент сооружения зал Политехнического музея вмещал 842 места.
Политехнический музей расположен в центре Москвы по адресу Новая площадь, дом 3/4. Большая аудитория Политехнического музея использовалась универсальным образом: в лектории в разное время устраивались лекции, доклады, диспуты, чествования, съезды, литературные и творческие вечера, демонстрация фильмов, мастер-классы, поэтические марафоны, концерты, чтения, выставки и тому подобные мероприятия и даже судебные процессы, трибуналы и суды чести. За свою историю зал Политехнического музея слышал голоса В. В. Кандинского, М. А. Волошина, К. И. Чуковского, Д. Д. Бурлюка, В. В. Маяковского, В. В. Хлебникова, И. В. Северянина, И. А. Бунина, С. А. Есенина, А. А. Блока, В. Я. Брюсова, А. Белого, М. И. Цветаевой, А. А. Ахматовой, Б. Л. Пастернака, О. Э. Мандельштама, М. А. Булгакова, Н. А. Заболоцкого, А. Т. Твардовского, Э. Г. Багрицкого, А. Н. Толстого, К. М. Симонова, В. С. Высоцкого и многих других.
Лекторий Политехнического музея был свидетелем поэтических баталий символистов, акмеистов, футуристов (в том числе известное выступление Маяковского в жёлтой кофте) с их продолжателями в виде «Центрифуги» и т. п., имажинистов, конструктивистов и представителей прочих литературных школ и течений. В Политехническом музее впервые была прочитана поэма «Облако в штанах». В феврале 1918 года здесь произошли выборы «короля поэтов». Тогда им стал Игорь Северянин, вторым был Владимир Маяковский, на третьем месте — Константин Бальмонт. Имажинисты, наряду со стихами, демонстрировали свою живопись. В 1920 году состоялся поэтический турнир среди любителей и профессионалов с платными призами. Тогда победа досталась акмеистке А. Е. Адалис. На одном из поэтических вечеров в военном 1944 году оказался юный Евгений Евтушенко. Первый поэтический вечер будущие шестидесятники организовали в Политехническом музее в 1954 году. Е. Евтушенко вспоминал, что тогда «ещё никто не знал ни Беллы Ахмадулиной, ни Булата Окуджавы. В тот вечер Белла была не на сцене, а в рядах слушателей, Булат же стал публиковать позднее…».
Этой богатой поэтической традиции поэты-шестидесятники не могли не знать и учитывали её при организации вечеров поэзии для съёмки фильма Марлена Хуциева. Поэтому Сергей Поликарпов воспринимал вечера поэтов как поэтическое соревнование, а Рауль Мир-Хайдаров уподоблял успех Сергея Поликарпова избранию Игоря Северянина в 1918 году «королём поэтов». Отсюда ориентация шестидесятников на «эстрадность» Владимира Маяковского — триумфатора поэтических выступлений в Политехническом музее 1910—1920-х годов с его поэтическим праздником «Дювлам». После вечера поэтов в 1965 году в Политехническом музее впервые был разрешён концерт бардовской песни, на нём выступали, кроме Владимира Высоцкого, Ада Якушева, Михаил Анчаров, Виктор Берковский, Аркадий Осипов, Леопольд Шафранский, Евгений Клячкин, Александр Городницкий, Юрий Кукин.

## Влияние на литературный процесс, культурную и общественную жизнь страны

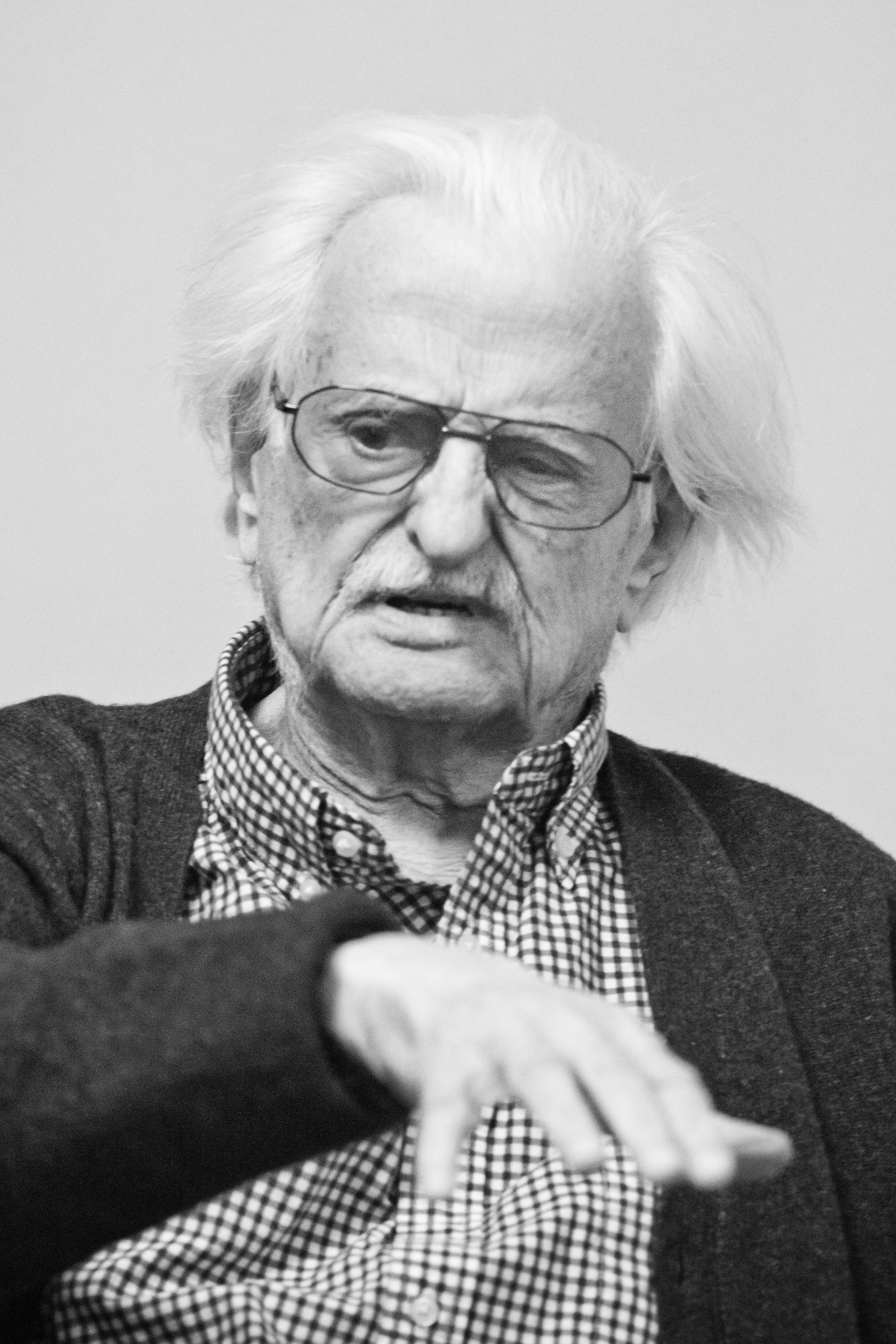
После восстановления фильма в авторском варианте режиссёр прожил долгую жизнь. Фото Дмитрия Рожкова, 2018 г.

Лев Шилов, внимательно изучавший записи выступления поэтов-шестидесятников, считал, что историческая ценность данных кинокадров, ставших выразительнейшим свидетельством «оттепели» и начала нашей новой истории, будет со временем, несомненно, лишь возрастать. Выступления в Политехническом положили начало «стадионной» поэзии: менее чем три месяца спустя, 30 ноября 1962 года, теперь уже прославленные шестидесятники Евтушенко, Вознесенский, Ахмадулина, Окуджава выступали во Дворце спорта «Лужники» в присутствии четырнадцати тысяч зрителей. В настоящее время о фильме «Застава Ильича» память сохранилась во многом именно благодаря вечеру поэтов в Политехническом музее.
Несмотря на то, что эпизод с поэтами был исключён из авторского варианта фильма «Застава Ильича», судьба ведущих поэтов, выступавших в Политехническом музее, сложилась весьма благоприятно. Евгений Евтушенко и Белла Ахмадулина получили приглашение сниматься в кино, Роберта Рождественского пригласили на телевидение в качестве ведущего передачи «Документальный экран», Андрей Вознесенский в спектакле «Антимиры» Театра на Таганке был задействован не как вспомогательный элемент, но как наиболее важная часть сценической конструкции.
По мнению киноведа Татьяны Хлоплянкиной, Марлен Хуциев пришёл со своей картиной в благоприятное время, когда период малокартинья сороковых и пятидесятых годов завершился. Киноискусство находилось на подъёме, так же как и всё остальное советское искусство, вызванное к жизни эпохой общественных преобразований после смерти И. В. Сталина. В центре театрального обновления встал новый театр-студия «Современник», на спектакли которого выстраивались очереди. В Манеже, на выставках живописи, собиралась молодёжь, увлечённо спорившая о новых течениях в изобразительном искусстве. В кино начинало работать новое поколение талантливых режиссёров: Андрей Тарковский, Станислав Ростоцкий, Татьяна Лиознова, Лев Кулиджанов, Александр Алов и Владимир Наумов, Игорь Таланкин, Лариса Шепитько и другие. В поэзию стремительно ворвалась плеяда поэтов-шестидесятников: Андрей Вознесенский, Евгений Евтушенко, Роберт Рождественский, Белла Ахмадулина, Булат Окуджава.
Тем не менее запрет на показ эпизода с поэтами — это в целом горький опыт для страны, считает Т. М. Хлоплянкина. Вспоминая пророческие слова Евгения Евтушенко «Я думаю, неужто вы всё это после потеряете?!», она приходит к неутешительному выводу, что, действительно, за двадцать с лишним лет с 1962 года потеряно если не всё, то многое. Одна из причин этого регресса таится тут же, в эпизоде с поэтами, когда на сцене Политехнического появился молодой человек в военной форме и резюмировал: «Прекрасное мероприятие. Но я обратил внимание — какая-то мрачность в стихах. Что-то их, поэтов, гнетёт. А в жизни разве мало хорошего?» Зал в ответ на это добродушно расхохотался, но это были именно те слова, которыми в недалёком будущем поэтов-шестидесятников начнут попрекать. Мнение молодого человека было именно тем желанием «бледнорозового оптимизма», по выражению Роберта Рождественского, который придёт на смену гражданской неуспокоенности поэзии шестидесятых.
Неумение доказательно спорить, обманчивое чувство безопасности таких выступлений, конформизм, неумение углубить «оттепельные» явления в общественной жизни Советского Союза, сделать оттепель необратимой, так же как и конформистский принцип главного героя фильма Сергея Журавлёва «Главное — это личная честность каждого. Каждый отвечает только за свои поступки», в конце концов привели к тому, что общественная жизнь в стране постепенно стала цепенеть, начался брежневский застой. В настоящее время, пишет Татьяна Хлоплянкина, можно с уверенностью сказать, что за удобство такой ниши слишком дорого было заплачено. Однако одной картине Марлена Хуциева, к тому же искалеченной цензурой, было не под силу остановить это обледенение.
В связи с вышесказанным, вечера поэзии в Политехническом музее и в Лужниках осенью 1962 года явились наивысшим расцветом хрущёвской оттепели, последними днями эйфории советской интеллигенции и стихийного общественного подъёма, эпохой, давшей поколению шестидесятых годов неповторимую энергию поэзии, творчества и романтики, присущая этому поколению своеобразная энергия оказала немаловажную роль в дальнейшей истории страны. Уже на следующий день после вечера в Лужниках, 1 декабря 1962 года, состоялось посещение Хрущёвым в Манеже выставки авангардистов, его реакция наметила тенденции к сворачиванию либерализации культурной жизни Советского Союза.

## Отзывы критиков и мемуаристов

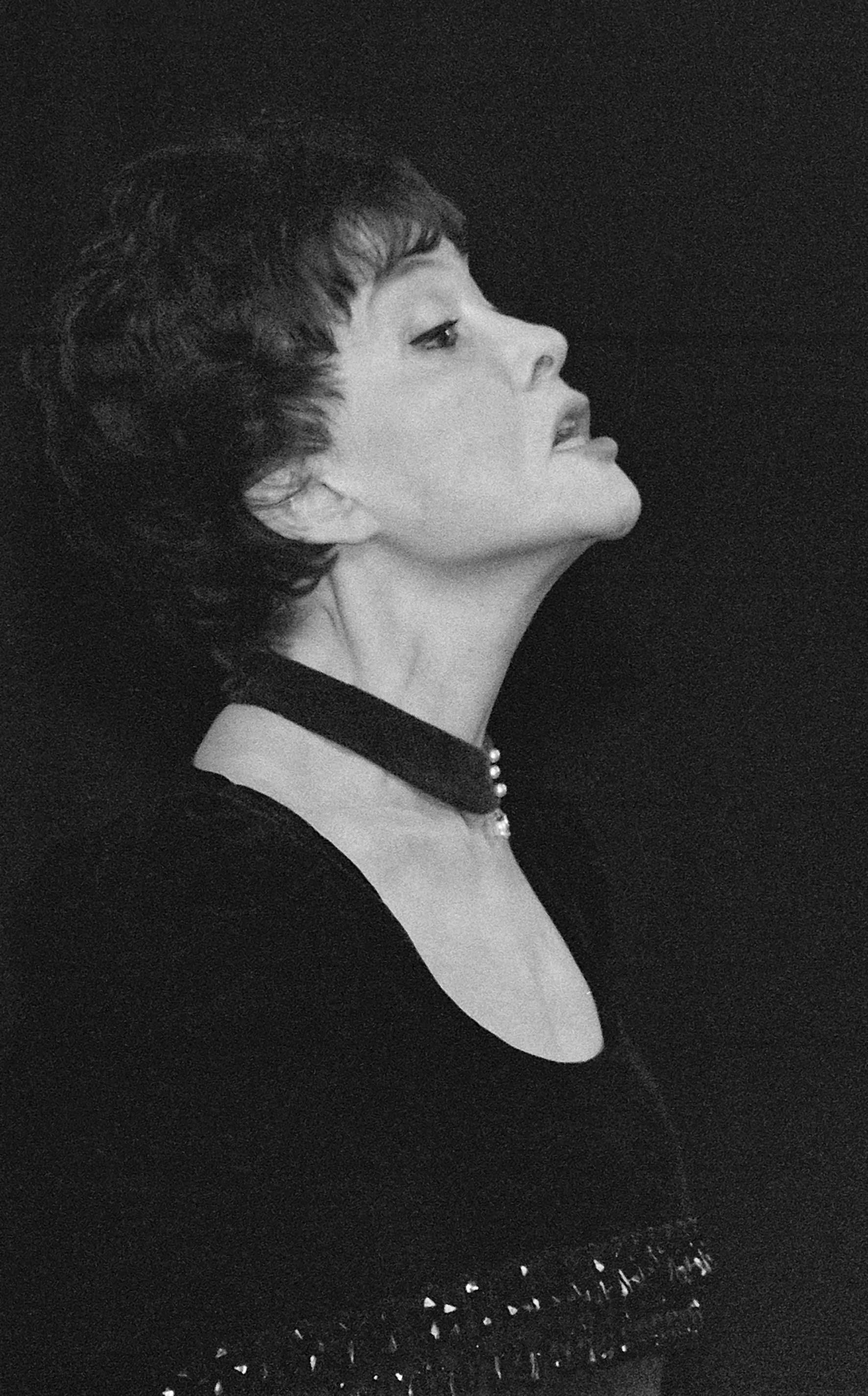
Белла Ахмадулина

Одно из самых ранних воспоминаний о поэтическом вечере принадлежит Евгению Евтушенко. Оно написано в 1987 году, ещё до выхода на экраны восстановленного фильма «Застава Ильича», и опубликовано в журнале «Огонёк». «И вот впервые за много-много лет мы <Евгений Евтушенко, Андрей Вознесенский, Роберт Рождественский и Булат Окуджава> собрались вместе в Переделкине и смотрели на видео чудом уцелевший эпизод из хуциевского фильма „Застава Ильича“, когда-то вырезанный, где мы в 1962 году читаем стихи в Политехническом. Я смотрел на эти кадры, и, ей-богу, мне захотелось плакать…».
Воспоминания Беллы Ахмадулиной были опубликованы в том же номере «Огонька». Её не было в мужской компании своих коллег в Переделкино, и она не видела в тот момент видеофрагмент со своим выступлением в Политехническом: «Но как важны были именно те годы! Они так много переменили в жизни общества, и это сказывалось на успехе поэтических эстрадных выступлений, потому что люди как бы ждали от поэтов скорейшего ответа на вопросы, которые их занимали. […] Да, когда мы начинали, тогда начинали многие… Просто по разным причинам иные из них не были так известны. […] Я говорю это к тому, что Политехнический и Лужники не единственный путь для поэта».
Киновед Марк Зак считал, что авторы фильма привнесли в кино свободную романную форму, которая вмещала как личные судьбы персонажей фильма, так и события, грандиозные по масштабу: первомайская демонстрация на Красной площади или вечер поэтов в Политехническом.
Кинокритик Сергей Кудрявцев сдержанно оценивает значение вечеров поэзии в Политехническом музее. По его словам, переоценка молодёжных ценностей происходила во всём, а не только в культуре, поэзии или кинематографе, начиная от идей и кончая модой. На улицах стали появляться ковбойки и джинсы, сформировался свой особый, молодёжный жаргон. «Теперь все эти „завоёванные нововведения“ могут показаться смешными — тогда же они были необычайно смелыми и эпатировали „общепринятый вкус“. […] Вечера в Политехническом музее стали приметой переходного времени на рубеже десятилетий. Но когда с опозданием вышел на экраны фильм „Мне двадцать лет“, всё это громкое многоголосие уже как-то отошло в сторону».
С Сергеем Кудрявцевым отчасти согласен Лев Аннинский. Он пишет, что когда в 1965 году кинокартина всё-таки вышла на экраны, был потерян момент, для которого она создавалась. Момент, когда взлетели «шестидесятники» в самый свой зенит, не подозревая, что это и есть их зенит и близится спад. В 1965 году ситуация в искусстве и в общественной жизни страны была уже совсем иной. Однако Л. А. Аннинский причисляет себя к поколению шестидесятников, и его оценка поэтического вечера безусловно положительная: «Пойдёшь в Политехнический музей (нет, не пойдёшь — протиснешься, пролезешь, прорвёшься) — там гром и молния: Евтушенко! Вознесенский! Ахмадулина! Пылающая эстрада „шестидесятников“! Этот поэтический фестиваль, составивший в фильме фактически центр всеобщего притяжения, явился и главной мишенью противников, заставивших Хуциева резать эпизод по-живому». По мнению критика, Марлен Хуциев создавал энциклопедию эпохи шестидесятых, и поэтому для него вечер поэтов в Политехническом музее так же значим, как и строящаяся Москва.
Кинокритик Мирон Черненко так оценивал результаты цензурного вмешательства в фильм Марлена Хуциева: «Да, практически исчез из картины такой восторженный и взволнованный памятник этим шестидесятым, как вечер поэтов в Политехническом, где мы увидели — только сегодня — тогдашнего Светлова и Евтушенко, Окуджаву и Ахмадулину, Поженяна и Вознесенского, Казакову и Рождественского, Глазкова и Коржавина, а заодно снимавшего их оператора Олега Арцеулова, не говоря уже о множестве друзей, приятелей и просто знакомых среди публики (сценариста Валентина Ежова, к примеру)».
Режиссёр фильма Марлен Хуциев в интервью Татьяне Хлоплянкиной в конце 1980-х годов с теплотой рассказывал о совместной работе с оператором фильма Маргаритой Пилихиной. В отличие от других участников съёмочной группы, у режиссёра никогда не возникало споров с ней — как снимать. «Мы понимали друг друга с полуслова. Например, мы работали над очень важным эпизодом — снимали вечер поэтов в Политехническом. Нужно было точно передать ритм стихов, которые звучали со сцены. Мы стояли с Ритой, я слегка трогал её локоть — и сразу же откликалась кинокамера, она как бы плыла, парила, повторяя движение стихотворной строки…».
Андрей Вознесенский, читая стихи Евгения Евтушенко, окунается в светлые воспоминания: «На днях я распахнул створки первого тома его собрания сочинений и вновь ощутил этот, до печёнок продирающий, жадный, нетерпеливый озон надежд, душевный порыв страны, дроглую капель на Сущёвской, наше волнение перед Политехническим, медноволосую Беллу…»
В интервью газете «Вечерняя Москва» он рассказывал об абсолютном единении зала и сцены, поэтов и слушателей: «Я думаю, что даже знаменитый хуциевский фильм „Мне двадцать лет“, где есть отличные кадры вечера в Политехническом, не передаёт ту атмосферу, в которой эти вечера проходили. […] Мы с теми, кто приходил слушать стихи, практически не расставались, стали почти родными». Он продолжал о том, что в зале находились его друзья-актёры — Марианна Вертинская, например, неизменно приходившие на выступления поэтов. По словам Вознесенского, зал и сцена общались, как одна семья. «Зал слушал часами и не уставал от стихов. Приходя за полчаса до начала очередного вечера, я видел только человеческие спины, склонившиеся над бытовавшими тогда огромными неуклюжими катушечными магнитофонами. Они готовили их к записи, которая какими-то путями расходилась потом по всей стране».
К мнению Андрея Вознесенского присоединилась Татьяна Хлоплянкина. Сцену выступления поэтов в Политехническом музее она называла знаменитой и наиболее пострадавшей от редакторских ножниц: «Какие они молодые — эти поэты! И какие чудесные лица у зрителей! Аудитория и сцена едины в жажде перемен. Рождественский читает: „И считаю личной обидой бледнорозовый оптимизм“, — как будто гвозди в этот бледнорозовый оптимизм вколачивает. Евтушенко бросает в зал задиристо: „Я думаю, неужто вы всё это после потеряете?!“ — то есть потеряете непримиримость к ошибкам прошлого, принципиальность».
Писатель Рауль Мир-Хайдаров придерживается того убеждения, что результаты открытого поэтического состязания поэтов в фильме были искажены Марленом Хуциевым, фонограмма с аплодисментами Сергею Поликарпову, фавориту, по мнению Мир-Хайдарова, поэтического турнира в Политехническом музее наложена режиссёром на выступления других поэтов, а сам он оказался забытым современниками из-за нежелания режиссёра показать на экране его поэтический триумф: «Я сознательно упомяну только тех, кто невероятно поднялся, да что поднялся — улетел в небеса навсегда после тех вечеров. После триумфа в Политехническом, создалась на десятки лет вперёд группа небожителей, поэтическая элита, в которую редко кто мог попасть, даже обладая ярчайшим талантом. Вознесенский, Рождественский, Евтушенко, Окуджава, Ахмадулина, Казакова — имена этих безусловно талантливых людей уже были на слуху, но знаменитыми они стали после тех вечеров в хрущёвскую оттепель, особенно после выхода фильма».
Сам Сергей Поликарпов незадолго до смерти в 1988 году сожалел о своей несостоявшейся, как ему казалось, поэтической судьбе: «Чего не успел я, так это задать один вопрос Марлену Хуциеву — почему? Впрочем, он мог бы ответить мне что-то вроде „стихи мне не понравились“ или, поточнее, „стихи не легли в идеологию фильма“. И я ничего ему не возразил бы. Но мне достались самые-самые крепкие аплодисменты — и этого не отнять». Лариса Васильева пишет, что зал во время долгого выступления Поликарпова (зрители не отпускали со сцены) был снят крупным планом, включая восторг, приветствия «Браво!» и взрыв аплодисментов, обращённые к Поликарпову, но впоследствии эти кадры смонтировали с выступлениями других поэтов. Поликарпова не было даже на общем плане, снятом в конце поэтического вечера.

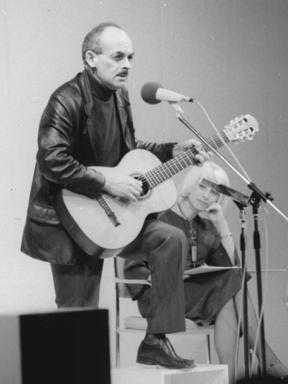
Булат Окуджава в 1976 году

Булат Окуджава на заре перестройки в 1986 году писал в газете «Известия»: «…Вечера в Политехническом музее, которые снимал Марлен Хуциев для своего фильма, были замечательны. Съёмки шли пять вечеров подряд по восемь часов. Была установлена аппаратура, которую, однако, никто не замечал. Продавали билеты, публика была разная, а программа одна и та же. Сколько же было народу! Поэты читали самые острые стихи, сегодня ничего в них острого нет, прямо скажу, но тогда… Что-то такое бушевало, такое было общее горение. Кто-то выходил и говорил: „Будем честными!“. И раздавались бурные овации. Это был какой-то переворот в душах…».
Историк звукозаписи Лев Шилов вспоминал: «Уже из трамвая я увидел густую толпу и милицию перед входом и понял, что попасть на этот поэтический вечер без билета будет непросто. Билета у меня не было, но зато был огромный и тяжёлый магнитофон „Днепр-3“. Подняв его на плечи и выкрикивая что-то вроде: „Пропустите технику!“, я ринулся в самую гущу. И меня… пропустили. Другие (не такие нахальные) любители поэзии посторонились, а милиционеры мне даже помогли. Так мне удалось не только попасть на этот замечательный, необычный вечер, но и записать на домашний магнитофон выступления любимых поэтов: Ахмадулиной, Окуджавы, Слуцкого, Евтушенко, Вознесенского…». Правда, в первый вечер, когда мемуарист занял место в первом ряду, записывать выступления ему категорически запретили, поэтому он больше фотографировал. Зато на следующий вечер он поступил иначе и делал записи незаметно в углу зала возле динамика. Шилов предполагал, что со временем будущие историки искусства, возможно, заинтересуются любительскими фонограммами и фотографиями, сделанными им полукустарным способом в те памятные вечера в Политехническом музее.
Вдова Андрея Вознесенского Зоя Богуславская вспоминала эпизод с приездом в Москву американского писателя Нормана Мейлера. Будучи у них в гостях, он недоумевал: «Я не понимаю, для чего со сцены читать стихи? Разве они не опубликованы?» — «Опубликованы». — «Но тогда зачем люди приходят в зал слушать, когда можно взять книжку и прочитать?» Тогда Вознесенский попытался объяснить недогадливому американцу принцип «эстрадной поэзии», когда стихи напечатанные и прочитанные воспринимаются совершенно по-разному. На сцене «очень важна интонация, важна личность того, кто читает». Некоторые же стихи долгое время оставались ненапечатанными, и зрители рассчитывали услышать их авторское чтение. Стихотворение «Стыд» («нам, как аппендицит, поудаляли стыд») какое-то время исполнялось только на сцене.
Публицист и политолог, академик РАН, в прошлом секретарь и член Политбюро ЦК КПСС А. Н. Яковлев, посещавший в молодости вечера поэзии в Политехническом музее, где выступали Ахмадулина, Евтушенко, Вознесенский, Рождественский, Окуджава, Казакова, вспоминал, что XX съезд КПСС фактически заново открыл творчество многих молодых талантов — писателей, художников, музыкантов: «Помолодели все. Помню упоительные вечера поэзии в Политехническом музее, они как бы пробивали окно в новый, свободный мир».
Американская журналистка Патрисия Блейк, неоднократно бывавшая в Советском Союзе и присутствовавшая на поэтических вечерах в Политехническом музее в августе 1962 года, написала статью для лондонского журнала Encounter о брожении советских литературных кругов последних лет, о неслыханном и непонятном для Запада энтузиазме по отношении к публичным поэтическим чтениям. Редакция нью-йоркского ежемесячника «Социалистический вестник» в переводе на русский язык весной 1963 года опубликовала обширные извлечения из статьи Патрисии Блейк: «В последнее время интерес к публичным чтениям поэтов принял почти маниакальный характер. […] Даже Маяковский, который очень много разъезжал по стране с чтением своих стихов, никогда не собирал таких громадных аудиторий, как эти молодые люди».

## Патрисия Блейк, поэты-шестидесятники и их критика В. А. Кочетовым
Консервативный советский писатель-прозаик, главный редактор журнала «Октябрь» Всеволод Кочетов, один из идеологических противников либерального шестидесятничества, в очерке 1966 года «Скверное ремесло» уподобил происходившее на вечерах поэзии действо шабашу на Лысой горе. В романе «Чего же ты хочешь?» (1969) он вывел американскую журналистку Порцию Браун (прототип — Патрисия Блейк), прибывшую в СССР на шпионском автобусе с целью разложения советского общества и развращающую советских людей, исполняя для них стриптиз. Приезжая в Советский Союз, Порция Браун регулярно посещала многолюдные поэтические вечера в Политехническом музее, во Дворце спорта или в каком-либо ином вместительном помещении советской столицы.
По просьбе шпионки была сделана фотография президиума одного из поэтических вечеров, после чего весь мир обошла фотография с иронично описываемым Кочетовым сюжетом: на сцене аудитории стоит длинный стол, за столом сидят трое якобы советских, а на самом деле отнюдь не советских поэтов-авангардистов, за ними на стене, украшенной бархатной занавесью, висит крупный лозунг: «Коммунизм — это молодость мира, и его возводить молодым!». Далее В. А. Кочетов желчно резюмирует:

Не было в том президиуме никаких отвратительных западному буржуазному миру физиономий, физиономий поэтов, которые десятилетиями действительно звали советский народ к коммунизму, не было и молодёжи, в своих поэтических исканиях идущей по дороге поэтов революции. Сидело трое малых в пёстрых свитерах, два из них угрюмы и бесцветны, третий — торжествующе сверкая белыми глазами и оскалом крикливого рта. Без всяких комментариев было видно, что же такие строители построят.
— В. А. Кочетов «Чего же ты хочешь?». Роман. Гл. 32 // Октябрь. 1969. № 10. Стр. 119.
Продолжая развивать линию памфлетно-художественного вымысла, В. А. Кочетов говорит, что за этот снимок американская шпионка получила весьма внушительный куш от нескольких буржуазных газетно-журнальных объединений. Литературовед Илья Кукулин пишет, что в данном эпизоде описывается цикл из пяти поэтических вечеров в Политехническом музее августа — сентября 1962 года, использованных для съёмок киноленты Марлена Хуциева «Застава Ильича». Разница в том, что поэтов было не три, а гораздо больше, только в фильме их было девять, при этом из них две девушки, а на самом деле поэтов на вечерах было ещё больше. Один из реальных, а не придуманных фантазией Кочетова, поэтов, Михаил Светлов, печатался ещё с 1920-х годов, следовательно, «десятилетиями звал советский народ к коммунизму». Однако сама сцена с президиумом в Политехническом музее, на которой проходили чтения, представлена у Кочетова достаточно верно, как и лозунг В. В. Маяковского на синем бархатном заднике, явно бросающийся в глаза зрителю фильма. Тем не менее, продолжает исследователь, поэты-шестидесятники предстают на страницах кочетовского романа как воплощение зла.
Имя Порции Браун неслучайно возникло на страницах романа Всеволода Кочетова «Чего же ты хочешь?» рядом с поэтами-либералами. Её прототип — Патрисия Блейк — американская писательница, журналистка, издательница, корреспондент журналов Time и Life, переводчица поэзии В. В. Маяковского, Б. Л. Пастернака и А. А. Вознесенского. Кроме того, она — фотомодель, бывшая любовница Альбера Камю, его биограф, третья жена композитора Н. Д. Набокова, жена американского журналиста Ронни Даггера. В качестве корреспондента американских и английских изданий Патрисия неоднократно бывала в СССР. Как писал о ней Андрей Вознесенский, хорошо знавший её, Патрисия «попала в наш Политехнический и стала наркоманкой русской культуры».
Через полгода после вечеров поэзии в Политехническом музее, в апреле 1963 года, в британском литературном журнале Encounter была напечатана её статья «Новые голоса в русской литературе» («New Voices in Russian Literature — An Anthology. Introduction by Patricia Blake»). 
В этом же номере была опубликована подборка переводов с русского языка пяти советских поэтов-шестидесятников и участников вечеров в Политехническом музее: Беллы Ахмадулиной, Бориса Слуцкого, Евгения Евтушенко, Андрея Вознесенского и Булата Окуджавы.
Американская журналистка представляла мировой публике молодых советских поэтов как людей прогрессивных, современных, не исключающих признания либеральных ценностей западного образа жизни и не пугающихся большей открытости советского общества. Однако дело не ограничилось публикацией в лондонском журнале, в следующем 1964 году последовала публикация сборника «На полпути к Луне» (Half-Way to the Moon: New Writing From Russia) в Нью-Йорке. Сборник вышел под редакцией Макса Хэйуорда и всё той же Патрисии Блейк. На этот раз в сборнике были представлены переводы стихотворений Андрея Вознесенского, Евгения Винокурова, Бориса Слуцкого, переводы прозы Александра Солженицына, Булата Окуджавы, Юрия Казакова и Василия Аксёнова.
Статья Патрисии Блейк из «Энкаунтера» как раз и была переработана ею для предисловия нью-йоркского сборника Half-Way to the Moon, а коллектив авторов из английской публикации составил костяк для последующего американского издания. Сборник вполне отвечал канону успешного эксперимента публикации на Западе подцензурной советской «оттепельной» литературы, но там же в предисловии имелись упоминания и самого Кочетова в весьма неприятном для него контексте. В частности, имя Кочетова уподоблялось эталону советского консерватора-сталиниста. Всеволод Кочетов воспользовался всеми этими фактами в романе «Чего же ты хочешь?». Его Порция Браун завлекает в свою московскую квартиру молодого советского литератора и, лаская его в постели, сулит ему публикации в толстых сборниках в США и Великобритании, а также большую статью о творчестве для престижного журнала «Энкаунтер», распространяемого по всему миру. Для автора, ещё недавно публиковавшегося лишь в своей областной газете, это было действительно серьёзное искушение.
Три поэта-авангардиста в свитерах, описанные Всеволодом Кочетовым, по мнению Ильи Кукулина, также взяты автором памфлета из статьи Патрисии Блейк. Правда, она упоминает четырёх: Евгения Евтушенко, Булата Окуджаву, Андрея Вознесенского и Сергея Поликарпова, но так как С. И. Поликарпов — a lesser-known poet, чьё выступление на сцене Политехнического музея, по указанию И. В. Кукулина, «даже было вырезано из фильма Хуциева, и поскольку тот читал очень жёсткие социальные стихи, выходившие за любые цензурные рамки и написанные не в советско-неомодернистской, как у Евтушенко и Вознесенского, а в „новокрестьянской“ стилистике», то от его упоминания решил отказаться и Всеволод Кочетов, да и не вписывался Поликарпов в утрированный образ поэта-шестидесятника как городского интеллигента, образ, созданный автором романа «Чего же ты хочешь?».
Есть ещё один эпизод, напрямую связанный с вечерами поэзии в Политехническом, упоминаемый только в статье Патрисии Блейк, зло и пародийно использованный Всеволодом Кочетовым для создания отрицательного образа американской журналистки. Это карикатурная сцена ночного ужина в ресторане Всероссийского театрального общества. Там она ужинала вместе с молодыми московскими поэтами — Евгением Евтушенко, Булатом Окуджавой, Евгением Винокуровым и другими, когда уже около полуночи завершился один из поэтических вечеров. В более раннем пропагандистском очерке «Скверное ремесло» (1966), где американская журналистка описана вообще без указания имени, Кочетов дословно воспроизводил текст статьи самой Патрисии Блейк. Там она с восторгом вспоминала ресторан, в который её привёл Евгений Евтушенко:

Ничего подобного я до сих пор в Москве не видела. Прелестные девушки с причёсками «улей» и зелёными веками, одетые в пушистые итальянские шерстяные кофты и короткие юбки в складку, ходили между столиков, приветствуя друзей. За одним из столиков сидела группа молодых людей в сверхмодных, сверхузких костюмах и пела на каком-то подобии английского языка песенку «Синие замшевые башмаки». Это вполне мог бы быть ночной клуб богемы в Гринвич Виллидж в Нью-Йорке (за исключением некоторых деталей вроде прозрачных туфель из пластика на одной из девушек, с розой в каждом из каблуков).— В. А. Кочетов. «Скверное ремесло». Октябрь. 1966. № 3. Стр. 215.
Позднее в романе «Чего же ты хочешь?» (1969), где отрицательная героиня выступает под именем Порции Браун, Кочетов вновь вернулся к этой сцене. По сюжету приятель Порции Браун, то есть не называемый по имени Евгений Евтушенко, сумел в ночное время заказать отдельный кабинет в одном из московских ресторанов и собрать компанию человек в пятнадцать. Компания в большинстве своём состояла из поэтов и поэтесс, также было несколько прозаиков и так называемых «будущих прозаиков». Поэты, прозаики и «будущие прозаики» очень скоро напились и стали декламировать стихи для иностранки. «Одна из поэтесс, с плоской грудью и крупными жёлтыми зубами, запела на английском языке. Произношение у неё было такое, что Порция Браун почти ничего не поняла», — глумливо воспроизводит эту сцену в своём романе Всеволод Кочетов.
Илья Кукулин полагает, что в шаржированном описании вечеринки с участием Патриции Блейк и поэтов-шестидесятников задачей Всеволода Кочетова являлось переприсвоение реальности: романист стремился представить так называемое «истинное лицо» либералов-шестидесятников, разоблачить их мелкобуржуазную сущность, показать их без прикрас и словесной шелухи. В его романе «Чего же ты хочешь?» об этом говорится следующим образом: «для либеральных русских сегодня… <главной> идеей является свержение советского строя, власти коммунистов, — с некоторым вызовом сказала Порция Браун».

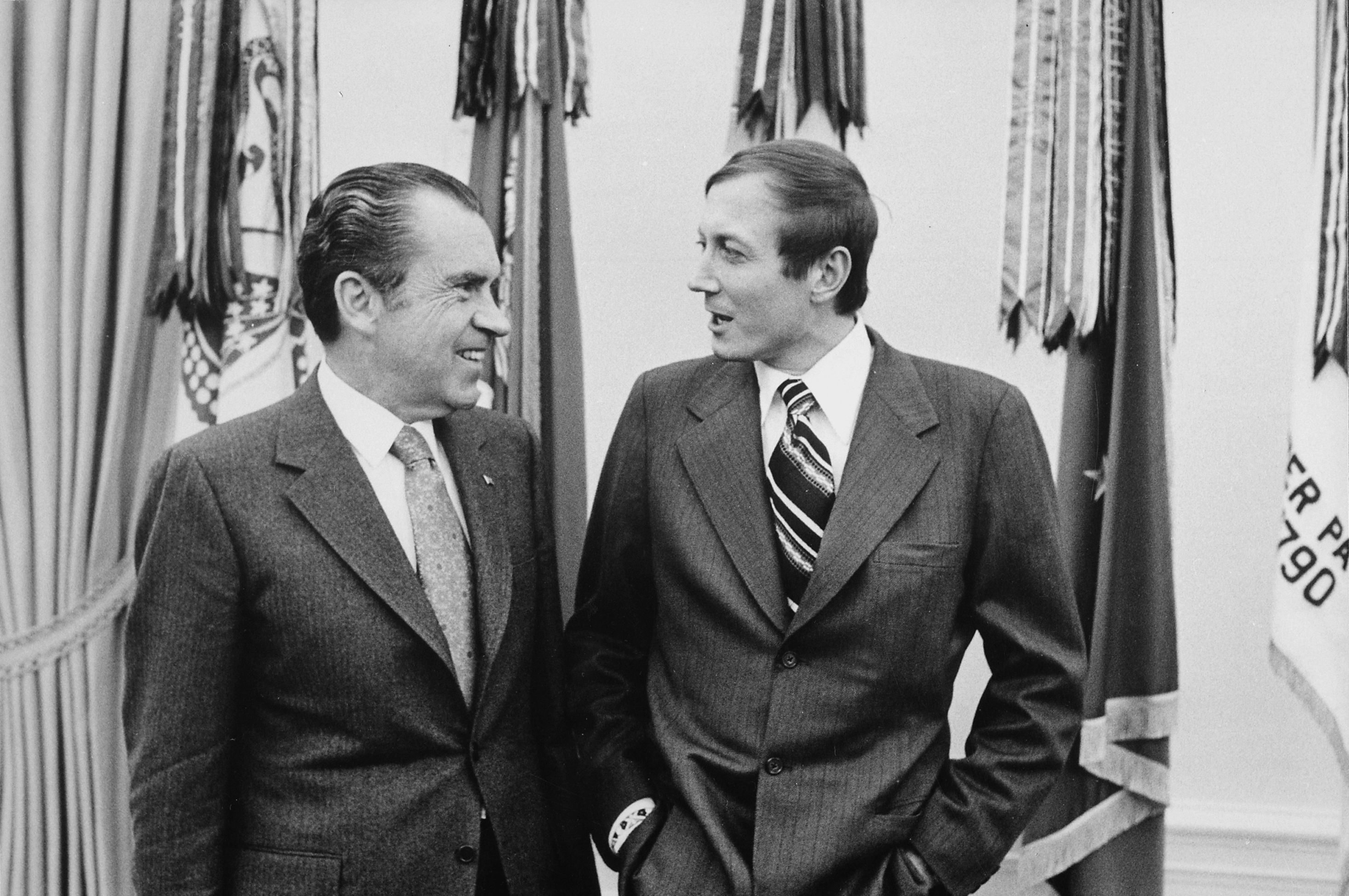
Евгений Евтушенко в 1972 году с Ричардом Никсоном

Английский журнал леволиберального толка «Энкаунтер» издавался на деньги Центрального разведывательного управления.
По мнению В. Кочетова Патрисия Блейк активно способствовала деятельности этого американского ведомства в Советском Союзе, и её интерес к поэтам-шестидесятникам напрямую связан с её агентурной работой в ЦРУ по дестабилизации советского общества изнутри. Свою подлинную миссию Всеволод Кочетов видел, считает Илья Кукулин, в разоблачении либеральных поэтов-шестидесятников в их невольном пособничестве Западу: «Одна из главных целей писателя состояла в том, чтобы разубедить всех тех, кто (как он полагал) пошёл за антисталинистскими тенденциями не отрефлексированно, а увлекаясь общим потоком».
О том, что слухи об агентурной работе Патрисии Блейк действительно имели место, подтверждает и Розмари Салливан, которая сообщала, что бойкая журналистка имела непростую репутацию человека, по меньшей мере, одобрявшего деятельность американских спецслужб, поэтому Всеволод Кочетов и написал о ней злобный памфлет, в котором Патрисия была представлена как красавица-шпионка, переспавшая со всеми советскими литературными деятелями. Но слухи оставались слухами, однако слава очаровательной иностранки, интересовавшейся советскими интригами, за ней сохранялась.

## Память
- Из решения Комиссии по конфликтным творческим вопросам при Союзе кинематографистов СССР (1987): «Просмотрев фильм М. Хуциева „Застава Ильича“ (1962 г.), комиссия сочла безосновательной переработку произведения, к которой были вынуждены авторы руководством кинематографа того времени. […] Изъятие эпизода „Политехнический“ — это нарушение художественной правды фильма, сочетающей мир чувств и мыслей героев с подлинными жизненными фактами. В связи с тем, что „Застава Ильича“ бесспорно является ключевым произведением экрана начала 60-х годов, комиссия находит настоятельную необходимость провести работу по восстановлению авторской версии картины. Комиссия рекомендует также:
1. Напечатать несколько копий восстановленной версии.
2. Провести юбилейный сеанс картины в связи с 25-летием со времени её завершения, показав именно авторскую версию.
3. Предложить ЦТ показать фильм в данной редакции в юбилейном цикле „Истории немеркнущие строки“.
4. Включить эту версию в ретроспективы и архивные показы вместо фильма „Мне двадцать лет“»[3][55].
- 29 января 1988 года в Центральном доме кино Булат Окуджава выступил на премьере восстановленного фильма «Застава Ильича», исполняя под гитару в фойе ЦДК собственные песни[106].
- 23 мая 1995 года состоялся большой поэтический вечер в Политехническом музее. На нём Андрей Вознесенский прочитал знаменитое стихотворение «Прощание с Политехническим». Евгений Евтушенко показал публике только что изданный том подготовленной им антологии «Строфы века»[51].
- Два года спустя, в 1997 году, когда ушёл из жизни Булат Окуджава, Андрей Вознесенский написал об этом стихотворение-прощание «Прими, Господь, поэта улиц…», посвящённое барду-шестидесятнику. В нём он связал память об Окуджаве с памятью о поэтических вечерах в Политехническом музее[107]: Прощай, Булат. Политехнический.
И те, кто рядышком сидят.
Твой хрипловатый катехизис —
нам как пароль. Прости, Булат….
- В обзоре фондов Российского государственного архива фонодокументов 2001 года говорится о наличии в фондах РГАФД фонограммы рабочего момента съёмки фильма «Застава Ильича» с записью вечера поэзии в Политехническом музее в Москве, где читают стихи Р. И. Рождественский, Е. А. Евтушенко, А. А. Вознесенский, Б. А. Ахмадулина, Б. А. Слуцкий, Б. Ш. Окуджава, Г. М. Поженян, Е. М. Винокуров и С. И. Поликарпов (Фонд № 25, «Московский театр драмы и комедии на Таганке»)[71].
- 23 октября 2006 года в Политехническом музее состоялся фестиваль «Территория». По его окончании был вечер «100 минут поэзии», организованный Кириллом Серебренниковым. В начале вечера был продемонстрирован фрагмент фильма Марлена Хуциева «Застава Ильича» со сценой поэтического вечера. Со сцены звучали стихи Андрея Вознесенского, а затем в зале появился и сам Вознесенский, но лишь в качестве зрителя[51]. В шоу участвовали актёры Евгений Миронов, Чулпан Хаматова, Елена Морозова, Виктория Исакова, Анатолий Белый, Артур Смольянинов и другие. Евгений Миронов прочитал стихотворение Андрея Вознесенского, посвящённое Марлену Хуциеву. Организаторы мероприятия провозгласили, что вечер поэзии в Политехническом музее опровергнет несправедливо сложившееся мнение, будто русская поэзия умерла. Кирилл Серебренников заявил: «У нас происходит золотой век новой российской поэзии»[108].
- 18 июля 2007 года Евгений Евтушенко в большой аудитории Политехнического музея торжественно отметил своё 75-летие. Ещё в 1995 году директор Политехнического музея сделал поэту уникальное предложение сроком на двадцать пять лет праздновать в Политехе все свои дни рождения вплоть до 2019 года[51]. Евгений Александрович принял это предложение и до конца жизни устраивал в дни своего рождения творческие вечера на сцене Политехнического музея[18].
- 27 ноября 2012 года в Большом конференц-зале Российской государственной библиотеки в рамках XIV Ежегодной международной конференции «EVA-2012 Москва: Информационное общество, культура, образование» состоялся юбилейный вечер в честь пятидесятилетия поэтических вечеров в Политехническом музее и Лужниках, чтений на Маяковке под названием «Пятьдесят Шестидесятым!»[87].
- 18 мая 2013 года перед закрытием Политехнического музея на многолетнюю реконструкцию состоялся прощальный поэтический концерт Happy 60’s, посвящённый золотому веку Политехнического музея — поэзии Беллы Ахмадулиной, Евгения Евтушенко, Андрея Вознесенского, Роберта Рождественского[51].
- Весной 2019 года к 55-летию выхода на экраны фильма «Застава Ильича» («Мне двадцать лет») в Центре Андрея Вознесенского на Большой Ордынке киноведы Зоя Кошелева и Вячеслав Шмыров предприняли экскурс в историю фильма. Автором «тотальной инсталляции» стал театральный художник Алексей Трегубов. Выставочное пространство погружало зрителей выставки в атмосферу фильма и эпоху «хрущёвской оттепели». Эпоха шестидесятых годов была воссоздана с помощью фото- и киноматериалов из собраний Госфильмофонда, Музея истории ГУЛАГа, из частных архивов. Фотографии Генриетты Перьян были сделаны во время съёмок картины. На выставке был представлен зал Политехнического музея, в котором состоялся легендарный вечер поэзии с участием Булата Окуджавы, Беллы Ахмадулиной, Андрея Вознесенского, Евгения Евтушенко[109].

### Комментарии
1. ↑  Разумеется, первомайские демонстрации проводились и раньше, но всеобщее воодушевление и эйфория, связанные с первым полётом человека в космос, отличали проведение демонстрации в 1961 году[2]. Именно со съёмок первомайской демонстрации 1961 года Марлен Хуциев и начал работу над фильмом «Застава Ильича»[3].
2. ↑  МЮД — Международный юношеский день. Однако В. В. Маяковский расшифровывал аббревиатуру иначе: «Малышей и юношей день»[6].
3. ↑  Письмо Асеева в «Литературной газете» от 4 августа 1962 года защищало творчество Андрея Вознесенского от многочисленных нападок в печати[12].
4. ↑  Людмила Александровна Дербина, по мужу Грановская, родилась 15 февраля 1938 года в Ленинграде, работала библиотекарем в Воронеже. В Москву приехала в поисках предмета своей неразделённой любви — поэта Александра Говорова. Позднее познакомилась с Николаем Рубцовым. В феврале 1971 года они должны были пожениться, но 19 января она задушила его во время семейной ссоры, когда тот был нетрезв. Отбыла в колонии наказание за убийство в течение пяти с половиной лет. Была знакома с поэтом Владимиром Цыбиным[15].
5. ↑  Современный автор Алексей Беляков пишет о том, что Екатерина Алексеевна сама подсказала Марлену Хуциеву сцену с поэтами в Политехническом музее[18]. Однако не существует явных указаний на то, что «сделать этот знаменитый эпизод подсказала министр культуры СССР Фурцева». Татьяна Хлоплянкина лишь пишет: «Фильм посмотрела Екатерина Алексеевна Фурцева, тогдашний министр культуры СССР. Она не только полностью одобрила его, но и очень точно заметила, что второй серии ленты не хватает кульминационного момента, который есть в первой (Первомайская демонстрация). Хуциев обрадовался этому поразительно точному замечанию, которое абсолютно совпало с его собственными ощущениями, и попросил, чтобы ему разрешили снять вечер поэтов в Политехническом музее»[19]. Сцена с выступлением поэтов имелась уже в первоначальном сценарии 1961 года, то есть за год до разговора Хуциева и Фурцевой[20].
6. ↑  Таких «дружинников» в Советском Союзе, продолжает американская журналистка, можно увидеть повсюду и не обязательно с повязками, но всякий раз они с унылым видом будут обвинять своих коллег то в «супружеской измене», то в «нецензурной брани». Такие люди находятся по всей цепочке власти, начиная с желчного юного педанта в пионерской ячейке и заканчивая каким-нибудь «секретарём обкома» а-ля Кочетов и так вплоть до Кремля. Всеволод Кочетов впоследствии публично отомстит американской журналистке за подобное упоминание его имени[24].
7. ↑  Песню «Проводница», исполняемую студентами в трамвае, в 1955 году написал Борис Вахнюк, а песню «Вечер бродит по лесным дорожкам…» (1959) написала Ада Якушева, жена Юрия Визбора[29].
8. ↑  В стихотворении В. В. Маяковского «Брось, Антанта, с миром игру…» (1919) есть строчка «Всех, кто не хочет протягивать рук, // заставим протянуть ноги»[35].
9. ↑  Статья Андрея Вознесенского в журнале «Огонёк» к тридцатилетию группы поэтов-шестидесятников называлась «Мы были тощие, и уже тогда ничего не боялись»[8].
10. ↑  Здесь Вознесенский повторил распространённое мнение о том, что к самоубийству 14 апреля 1930 года В. В. Маяковского могло подтолкнуть его неудачное выступление в Политехническом музее 12 апреля перед неким комсомольским активом, устроившим ему обструкцию. На самом деле этот факт не находит своего подтверждения. В. А. Катанян в работе «Маяковский: Хроника жизни и деятельности» его не рассматривал. Последнее выступление Маяковского в Политехническом музее состоялось в марте 1930 года, а очередное было намечено на 15 апреля[76].
11. ↑  Маяковский расшифровывал в 1921 году праздник поэзии «Дювлам» в Политехническом музее как двенадцатилетний юбилей своего творчества[86].
12. ↑  По другим сведениям, билеты были бесплатные, но их распространением занимался МГК ВЛКСМ[40].